# 30. Dezember
Der 30. Dezember ist der 364. Tag des gregorianischen Kalenders (der 365. in Schaltjahren) und somit der vorletzte Tag des Jahres.

## Ereignisse

### Politik und Weltgeschehen
- 0533: Im Oströmischen Reich wird der Codex Iustinianus zusammen mit den Digesten gültig. Das gesamte Gesetzeswerk Corpus iuris civilis bündelt das aus römischer Zeit hervorgegangene Recht.
- 1066: Das Massaker von Granada ist das erste Pogrom in Europa. Eine muslimische Menschenmenge kreuzigt den jüdischen Wesir in Granadas Königspalast und ermordet etwa 4.000 jüdische Einwohner.

1460: Die Lancaster- und die York-Rose

- 1460: Während der Rosenkriege in England verliert das Haus York gegen das Haus Lancaster die Schlacht von Wakefield.
- 1632: Freiburg im Breisgau ergibt sich im Dreißigjährigen Krieg den schwedischen Truppen unter General Gustaf Graf Horn.
- 1777: Mit dem Tod Maximilian III. Joseph erbt Karl Theodor von der Pfalz das Kurfürstentum Bayern. Das führt zu Befürchtungen Österreichs über die Entstehung einer neuen europäischen Großmacht und in weiterer Folge zum Bayerischen Erbfolgekrieg.
- 1797: Im Ersten Koalitionskrieg rücken Truppen der Französischen Republik zum zweiten Mal nach 1792/93 in Mainz ein.
- 1806: Nach der Kriegserklärung durch das Osmanische Reich besetzt Russland im Siebten Russischen Türkenkrieg die Stadt Baku.

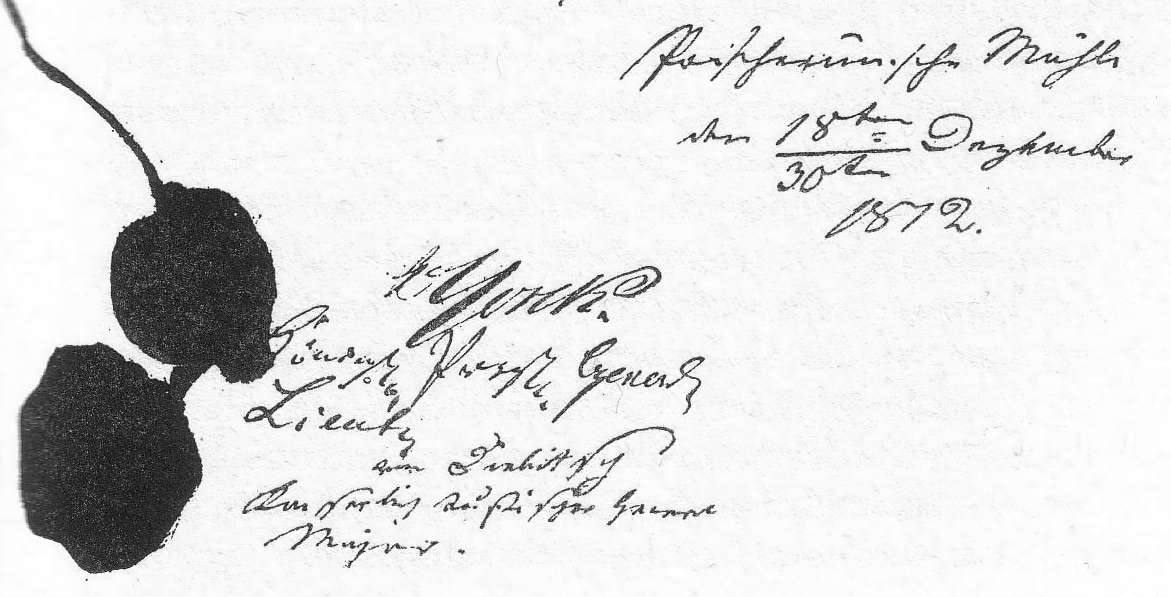
1812: Konvention von Tauroggen

- 1812: Der preußische General Johann David Ludwig Graf Yorck von Wartenburg schließt auf eigene Initiative einen lokalen Waffenstillstand mit dem russischen General Hans Karl von Diebitsch-Sabalkanski. Die Konvention von Tauroggen ist die Initialzündung für die Befreiungskriege gegen Napoleon Bonaparte.
- 1813: Österreichische Truppen erobern das von Frankreich annektierte Genf.

1853: Gebietszuwachs der USA (gelb)

- 1853: Die USA erwerben mit dem Gadsden-Kauf von Mexiko für 10 Millionen US-Dollar die südlichen Teile von Arizona und New Mexico.
- 1880: Tahiti wird als Teil Französisch-Ozeaniens endgültig zur französischen Kolonie.
- 1896: Der philippinische Schriftsteller José Rizal wird wegen Anstiftung zur Rebellion und zum Verrat von einem Exekutionskommando der spanischen Kolonialmacht hingerichtet.
- 1905: Frank Steunenberg, der frühere Gouverneur des US-Bundesstaats Idaho, wird vor seinem Haus bei einem Bombenattentat getötet.
- 1915: Südlich von Kreta wird im Ersten Weltkrieg der britische Passagier- und Frachtdampfer Persia vom deutschen U-Boot U 38 torpediert und innerhalb von 5 Minuten versenkt. 343 Passagiere und Besatzungsmitglieder kommen ums Leben.
- 1916: Der russische Wanderprediger und angebliche Geistheiler Grigori Jefimowitsch Rasputin wird von Verschwörern um Felix Felixowitsch Jussupow, vermutlich wegen seines maßgeblichen Einflusses auf Zar Nikolaus II. und seine Frau, ermordet.
- 1916: Im Ersten Weltkrieg lehnen die Alliierten das am 12. Dezember vorgelegte Friedensangebot des deutschen Reichskanzlers Theobald von Bethmann Hollweg ab.
- 1917: Der britische Truppentransporter Aragon und der Zerstörer Attack werden vor Alexandria von dem deutschen U-Boot UC 34 versenkt. 610 britische Soldaten und Besatzungsmitglieder sterben.
- 1918: Im Festsaal des Preußischen Abgeordnetenhauses in Berlin beginnt der Gründungsparteitag der Kommunistischen Partei Deutschlands.
- 1922: Durch den Zusammenschluss der Russischen SFSR, der Ukrainischen SSR, der Weißrussischen SSR und der Transkaukasischen SFSR wird die Sowjetunion (UdSSR) gegründet.

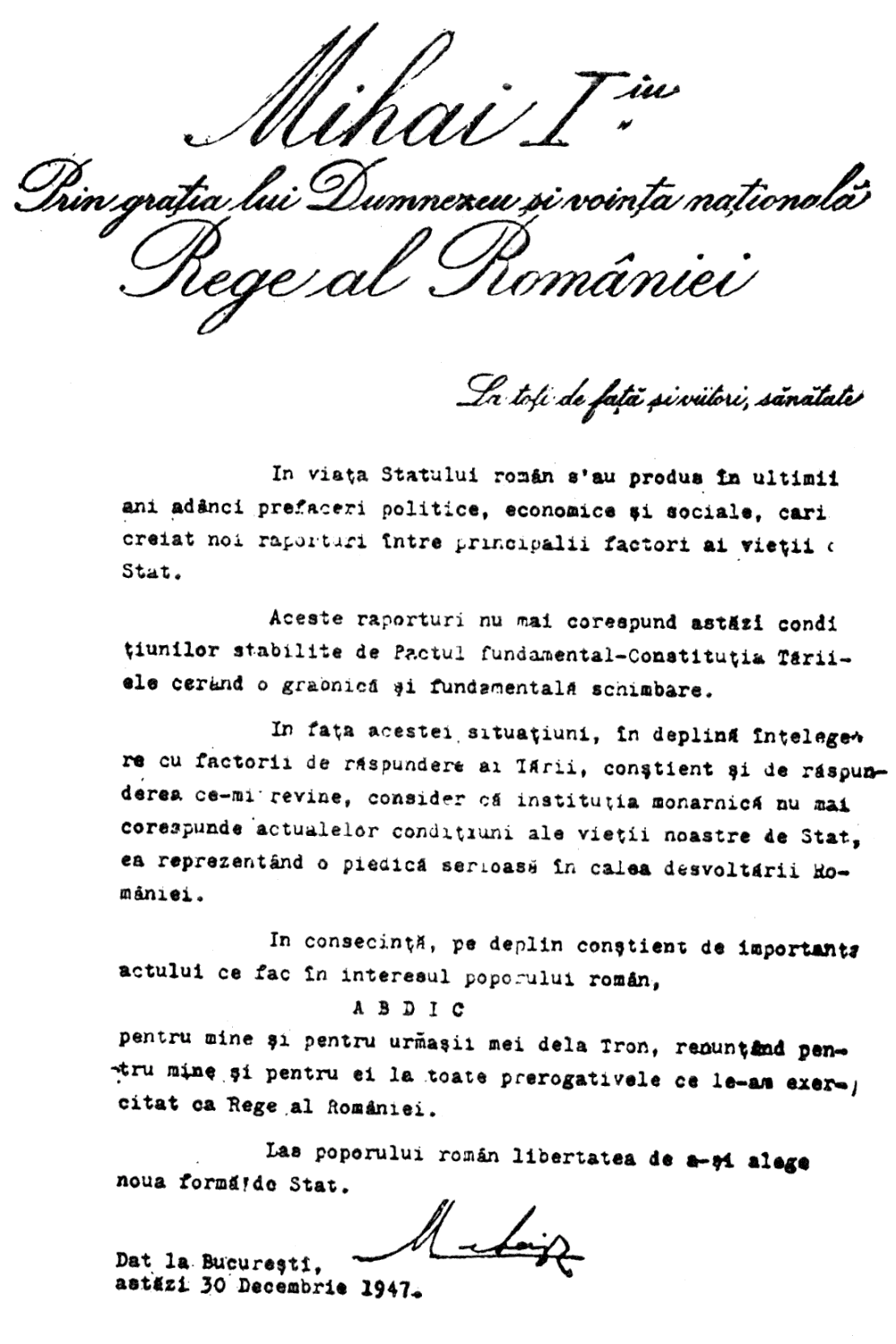
1947: Abdankung Michaels I.

- 1947: König Michael I. von Rumänien dankt unter dem Druck der herrschenden Kommunisten ab, Rumänien wird eine kommunistische Volksrepublik.
- 1964: Die UN-Generalversammlung ruft die Konferenz der Vereinten Nationen für Handel und Entwicklung (UNCTAD) ins Leben.
- 1965: Nach den gewonnenen Wahlen am 9. November wird Ferdinand Marcos als zehnter Präsident der Philippinen in sein Amt eingeführt.
- 1975: Unter der Bezeichnung Operation Müll startet der deutsche Bundesverfassungsschutz durch Installieren von Abhörwanzen in der Wohnung des Atomphysikers Klaus Traube einen umfassenden und durch die Gesetzeslage nicht gedeckten Lauschangriff wegen des Verdachts des Kontaktes zu gesuchten Terroristen der RAF.
- 1975: Auf Madagaskar wird nach Didier Ratsirakas vorausgegangenem Putsch die Demokratische Republik Madagaskar proklamiert.
- 1990: Organisation, Aufgaben und Befugnisse des deutschen Bundesnachrichtendienstes regelt das in Kraft getretene BND-Gesetz.
- 1992: Burhānuddin Rabbāni wird durch einen „Rat der Weisen“ zum Oberhaupt des Islamischen Staates Afghanistan gewählt.
- 1997: Im algerischen Bürgerkrieg werden in mehreren Dörfern der Provinz Relizane Massaker verübt, die über 500 Getötete hinterlassen.
- 2001: Während der Argentinien-Krise tritt der nur eine Woche zuvor gewählte Präsident Adolfo Rodríguez Saá wegen anhaltender Proteste wieder zurück.
- 2006: Auf Basis eines irakischen Gerichtsurteils wird Saddam Hussein der Todesstrafe per Strang zugeführt und in den Morgenstunden vor Beginn des islamischen Opferfestes hingerichtet.
- 2006: Bei einem Bombenanschlag der baskischen Separatistenorganisation Euskadi Ta Askatasuna auf ein Parkhaus des Flughafens Madrid-Barajas kommen zwei Menschen ums Leben, weitere 26 werden verletzt. Die ETA hebt damit ihren am Jahresbeginn 2006 selbst verkündeten Waffenstillstand auf und stellt den Friedensprozess in Frage.
- 2011: Durch den Wechsel auf die westliche Seite der Datumsgrenze entfällt der 30. Dezember in Samoa und Tokelau. Auf den 29. folgt direkt der 31. Dezember.

### Wirtschaft
- 1899: AT&T kauft das Unternehmen American Bell auf und verschafft sich damit das Telefonmonopol in den USA.
- 1921: Zur Durchführung einer schiffbaren Verbindung zwischen Schwäbischer Rezat und Altmühl wird in München die Rhein-Main-Donau AG von Bayern und dem Deutschen Reich gegründet.
- 1927: Die Ginza-Linie in Tokio, die älteste U-Bahn-Linie Asiens, wird zwischen Asakusa und Ueno eröffnet.
- 1993: In Kasachstan wird die Kasachische Börse mit Sitz in Almaty gegründet.
- 2002: Der Verlag der New York Times übernimmt den 50-Prozent-Anteil des Verlages der Washington Post an der global erscheinenden Tageszeitung International Herald Tribune und wird deren Alleineigentümer.

### Wissenschaft und Technik
- 1671: Frankreichs König Ludwig XIV. billigt die Errichtung der Académie royale d’architecture.

1816: Die Weser

- 1816: Der Stapellauf des ersten von einem deutschen Schiffbauer gebauten Dampfschiffs mit dem Namen Die Weser findet statt.
- 1901: Robert Falcon Scott, Edward Adrian Wilson und Ernest Shackleton gelingt während der Discovery-Expedition mit 82°17'S (nach neuer Berechnung eher 82°11') ein neuer Rekord in der größten Annäherung an den geographischen Südpol.
- 1995: Das Teleskop Rossi X-ray Timing Explorer zur Beobachtung von hochenergetischen Röntgenquellen wird von einer Delta-II-Rakete in eine Umlaufbahn gebracht.

### Kultur
- 1661: Das schwedische Schloss Drottningholm wird ein Raub der Flammen.
- 1817: Am Teatro Regio Ducale in Mailand erfolgt die Uraufführung der Oper Adelaide e Comingo von Giovanni Pacini.

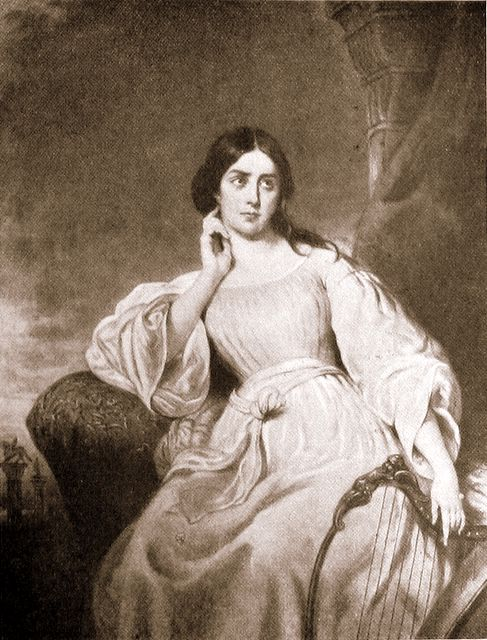
1835: Maria Malibran

- 1835: Am Teatro alla Scala in Mailand wird Gaetano Donizettis lyrische Tragödie (Oper) Maria Stuarda nach dem Drama Maria Stuart von Friedrich Schiller im Original uraufgeführt. Maria Malibran singt die Titelrolle, ist jedoch indisponiert, was zum Misserfolg der Oper beiträgt, die erst 123 Jahre später wiederentdeckt wird.
- 1844: Am Stadttheater Hamburg wird Friedrich von Flotows Oper Alessandro Stradella über das Leben des Komponisten Alessandro Stradella uraufgeführt. Das Libretto stammt von Friedrich Wilhelm Riese, der dieses unter dem Namen Wilhelm Friedrich verfasst hat.
- 1877: In Wien wird die 2. Sinfonie in D-Dur op. 73 von Johannes Brahms uraufgeführt. Sie zählt zu den größten Erfolgen des Komponisten.

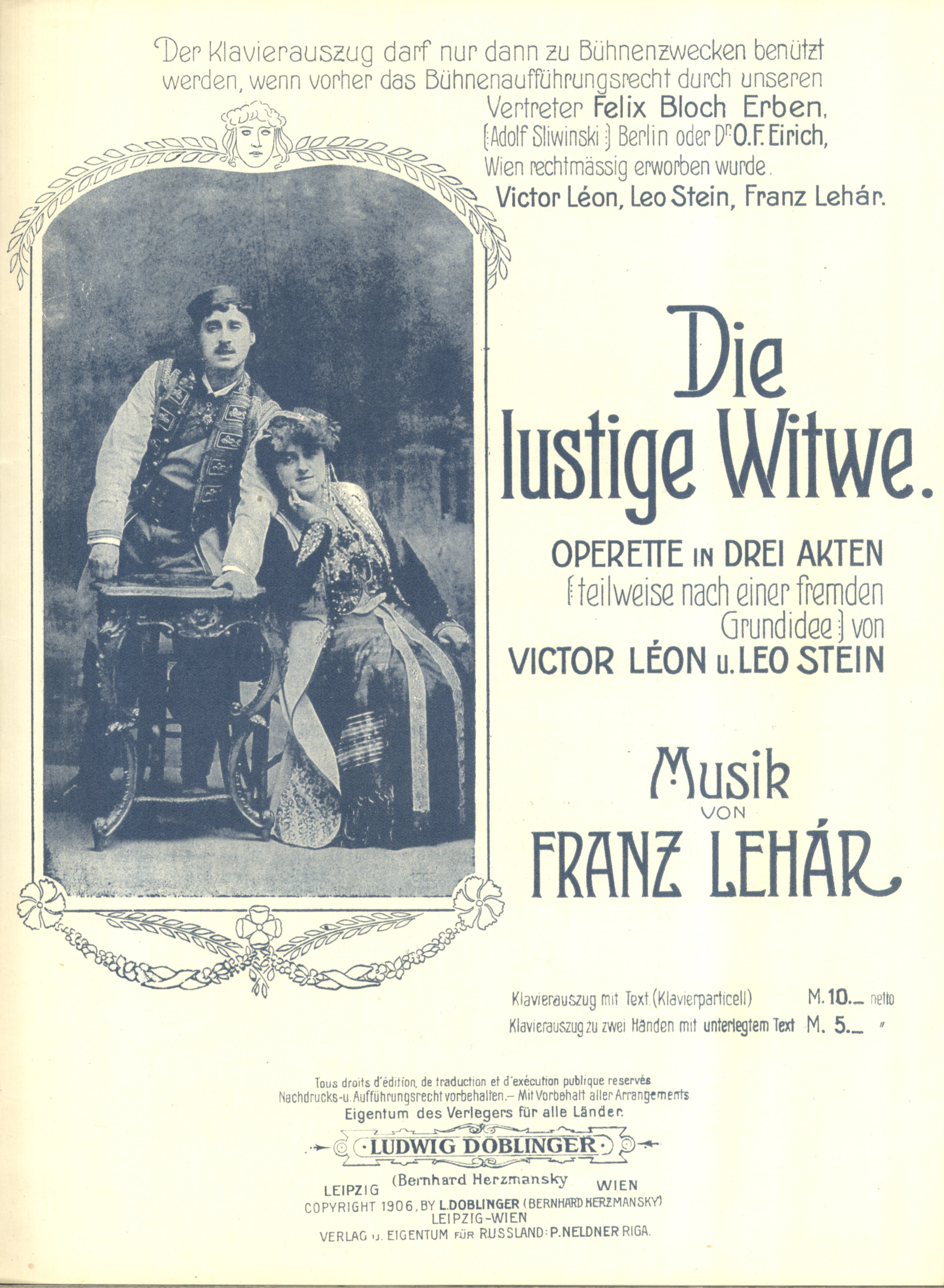
1905: Die lustige Witwe

- 1905: Die lustige Witwe von Franz Lehár, eine Operette in drei Akten mit dem Libretto von Victor Léon und Leo Stein nach Henri Meilhacs Lustspiel L'attaché d'ambassade, wird mit Mizzi Günther und Louis Treumann in den Hauptrollen am Theater an der Wien in Wien uraufgeführt. Das Stück wird Lehárs erfolgreichste und bekannteste Operette.
- 1906: Im Zirkus Busch in Berlin erfolgt die Uraufführung des melodramatischen Krippenspiels Bübchens Weihnachtstraum von Engelbert Humperdinck.
- 1921: In Chicago findet die Uraufführung der Oper Die Liebe zu den drei Orangen (Orig.: L'Amour des trois oranges) von Sergei Sergejewitsch Prokofjew statt.
- 1948: Das auf William Shakespeares Der Widerspenstigen Zähmung basierende Musical Kiss Me, Kate feiert am New Yorker Century Theatre seine Uraufführung. Es wird in der Folge Cole Porters erfolgreichstes Musical.

### Gesellschaft
- 1999: Ein geistig verwirrter Eindringling verletzt George Harrison, den früheren Leadgitarristen der Beatles, in dessen Schloss mit einem Küchenmesser schwer.

### Religion
- 1370: Pierre Roger de Beaufort wird unter dem Namen Gregor XI. Papst.
- 1987: In der Enzyklika Sollicitudo rei socialis entwickelt Papst Johannes Paul II. die katholische Soziallehre weiter, geht auf Problemstellungen des Nord-Süd-Konfliktes ein und entwirft das Leitbild einer solidarischen Gesellschaft.
- 1993: Israel und der Heilige Stuhl beschließen die Aufnahme diplomatischer Beziehungen.

### Katastrophen
- 1903: Bei einem Brand im Iroquois Theater in Chicago sterben 602 Menschen.
- 1915: Der britische Panzerkreuzer Natal sinkt im Cromarty Firth nach einem Brand und der Explosion der Munitionskammern. Von der 704 Mann starken Besatzung kommen 405 Menschen ums Leben.
- 1978: Nach außergewöhnlichen Temperaturstürzen an den Vortagen sorgen massive Niederschläge für Behinderungen, Sachschäden und Tote in großen Teilen Mittel- und Nordeuropas. Dieser Tag gilt daher als Beginn der Schneekatastrophe 1978/1979.
- 2004: Ein in der überfüllten Diskothek República Cromañón ausgebrochener Brand führt in Buenos Aires zu 194 Toten und etwa 700 Verletzten.
- 2006: In der Javasee sinkt die indonesische Fähre Senopati Nusantara auf Grund schlechten Wetters. Der Untergang fordert nach Schätzungen über 400 Menschenleben.

Kleinere Unglücksfälle sind in den Unterartikeln von Katastrophe und in der Liste von Katastrophen aufgeführt.

### Sport
- 1923: In Johanngeorgenstadt wird die Hans-Heinz-Schanze genannte Skisprungschanze eingeweiht.

Einträge von Leichtathletik-Weltrekorden befinden sich unter der jeweiligen Disziplin unter Leichtathletik.

## Geboren

### Vor dem 19. Jahrhundert
- 0039: Titus, römischer Kaiser
- 1204: Abu Uthman Said ibn Hakam al-Quraschi, erster Raʾīs von Menorca
- 1496: Matthias von Held, Reichsvizekanzler des Heiligen Römischen Reiches
- 1562: Henning Dedekind, deutscher Komponist
- 1566: Alessandro Piccinini, italienischer Lautenist, Theorbenspieler und Komponist
- 1575: Georg von Nismitz, kursächsischer Hofmeister und Verwaltungsbeamter
- 1587: Simon VII. zur Lippe, Landesherr der reformierten Grafschaft Lippe
- 1587: Gómez Suárez de Figueroa, duque de Feria, spanischer Staatsmann und General

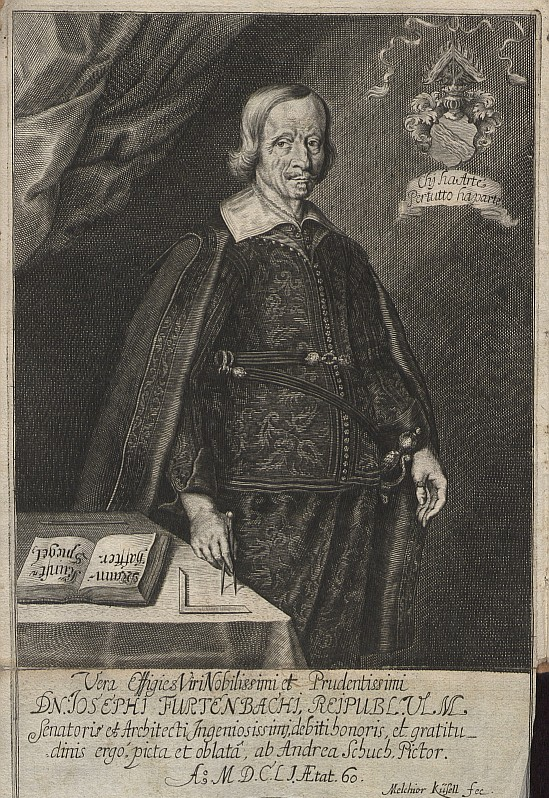
Joseph Furttenbach (* 1591)

- 1591: Joseph Furttenbach, deutscher Architekt, Mathematiker, Mechaniker und Chronist
- 1601: Georg Achatz Heher, Jurist, Diplomat und Kanzler von Schwarzburg-Rudolstadt
- 1609: Anna Maria, Prinzessin von Brandenburg-Bayreuth und Fürstin zu Eggenberg
- 1671: Wilhelm I. Sölner, Abt des Zisterzienserklosters in Ebrach
- 1678: William Croft, britischer Organist und Komponist
- 1693: Quirin Weber, deutscher Orgelbauer
- 1701: Jacob Stephan Augustynowicz, armenischer Erzbischof
- 1717: Ferdinand Stosch, deutscher reformierter Theologe
- 1746: François-André Vincent, französischer Maler und Zeichner
- 1747: Heinrich von Preußen, Sohn von August Wilhelm Prinz von Preußen und Luise Amalie von Braunschweig-Wolfenbüttel
- 1756: Paul Wranitzky, österreichischer Komponist und Dirigent der Wiener Klassik
- 1771: Dudley Chase, US-amerikanischer Politiker
- 1772: Paul Christoph Gottlob Andreä, deutscher Rechtswissenschaftler
- 1773: Ludwig von Borstell, preußischer General der Kavallerie
- 1782: Jonas Anton Hielm, norwegischer Jurist und Politiker
- 1787: Otto von Kotzebue, deutschbaltischer Entdecker und Offizier der russischen Marine
- 1788: Karl Balthasar Hübler, erster gewählter Bürgermeister Dresdens
- 1790: Antonie Adamberger, österreichische Schauspielerin
- 1792: Karl von Gerlach, Berliner Polizeipräsident
- 1796: Eduard Jakob Wedekin, deutscher Bischof von Hildesheim und Administrator von Osnabrück
- 1796: Nikolaus Wesselényi, ungarischer Politiker und Großgrundbesitzer, Mitglied der ungarischen Akademie der Wissenschaften
- 1798: Godehard Braun, deutscher Weihbischof

### 19. Jahrhundert

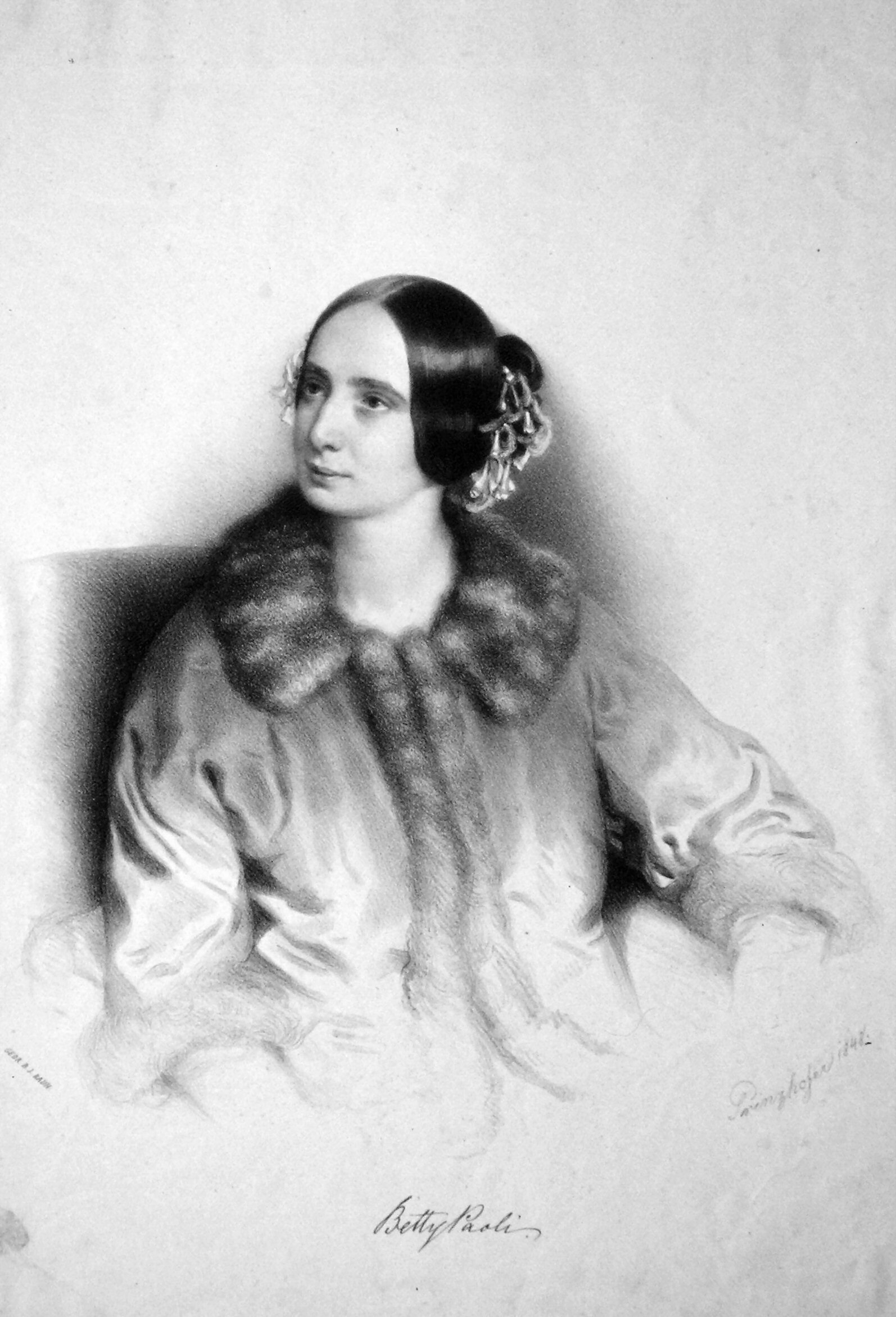
Betty Paoli (* 1814)

- 1804: Carl Adam Kaltenbrunner, österreichischer Schriftsteller
- 1807: Jacob Audorf, deutscher Politiker, Mitbegründer des ADAV
- 1814: Betty Paoli, österreichische Schriftstellerin

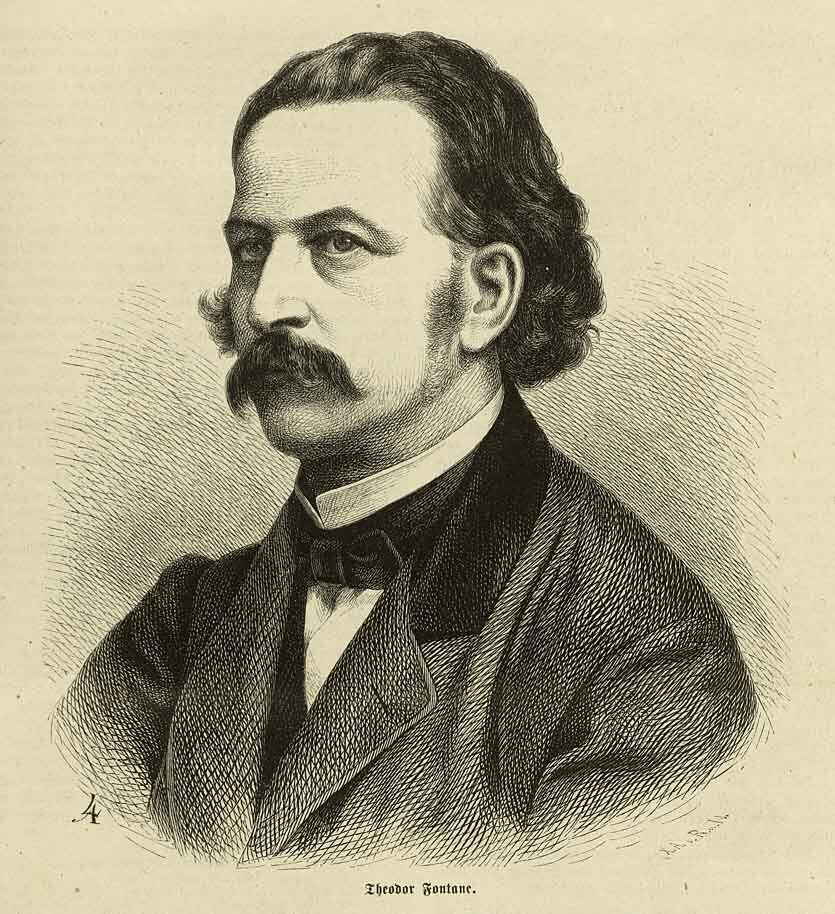
Theodor Fontane (* 1819)

- 1819: Theodor Fontane, deutscher Schriftsteller und Journalist, Apotheker
- 1822: Karel Leopold Klaudy, tschechischer Rechtsanwalt und Politiker, Abgeordneter zum österreichischen Reichstag und Reichsrat
- 1825: Newton Booth, US-amerikanischer Politiker, Gouverneur von Kalifornien, Senator
- 1830: Francis Marion Drake, US-amerikanischer Politiker
- 1834: Ernst Ravenstein, deutscher Kartograf
- 1837: Marie Lipsius, deutsche Schriftstellerin und Musikhistorikerin
- 1838: Émile Loubet, französischer Politiker, Staatspräsident
- 1842: Osman Hamdi Bey, türkischer Maler, Archäologe und Museumsgründer
- 1847: John Peter Altgeld, US-amerikanischer Politiker deutscher Herkunft, Gouverneur von Illinois
- 1847: Paul Otto Apian-Bennewitz, deutscher Organist und Lehrer
- 1855: Heinrich Hart, deutscher Schriftsteller und naturalistischer Literatur- und Theaterkritiker
- 1857: Joachim Graf von Pfeil und Klein Ellguth, deutscher Afrikaforscher
- 1859: Josef Bohuslav Foerster, tschechischer Komponist
- 1865: Rudyard Kipling, britischer Schriftsteller (Das Dschungelbuch), Nobelpreisträger
- 1867: Henry S. Johnston, US-amerikanischer Politiker, Gouverneur von Oklahoma
- 1869: Friedrich von Erckert, deutscher Offizier, Angehöriger der Kaiserlichen Schutztruppe für Deutsch-Südwestafrika
- 1870: Charles Gordon-Lennox, 8. Duke of Richmond, britischer Adliger
- 1870ː Juliana Hummel, österreichische Kriminelle
- 1870: Josef Müller, Schweizer Spitalpfarrer und Sammler von Volkssagen
- 1871: Otto Ruff, deutscher Chemiker
- 1872: Jonathan Honorez, französischer Turner
- 1872: William Larned, US-amerikanischer Tennisspieler
- 1874: Janko Jesenský, slowakischer Schriftsteller
- 1874: Alfred Nissle, deutscher Arzt und Wissenschaftler
- 1877: Franz Albermann, deutscher Bildhauer
- 1877: Heinrich Hermelink, deutscher evangelischer Kirchenhistoriker

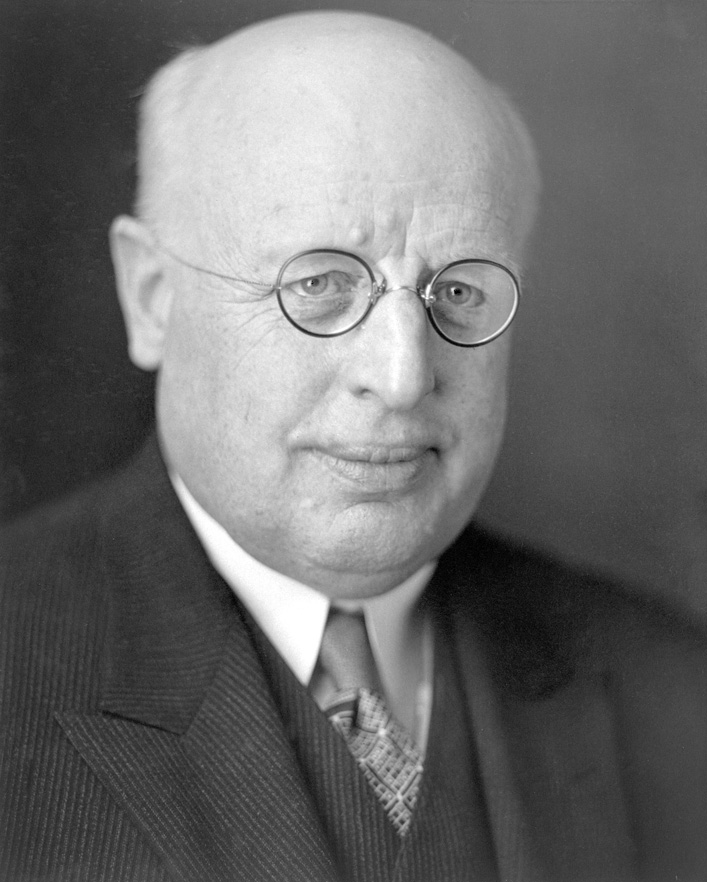
William Aberhart (* 1878)

- 1878: William Aberhart, kanadischer Prediger und Politiker, Premierminister von Alberta
- 1878: Erwin Guido Kolbenheyer, österreichischer Romanautor, Dramatiker und Lyriker
- 1879: Ramana Maharshi, indischer Spiritueller und Yogi
- 1880: Alfred Einstein, deutscher Musikwissenschaftler und -kritiker
- 1880: Maurice Fournier, französischer Motorrad- und Automobilrennfahrer
- 1883: Maurice Bedel, französischer Schriftsteller
- 1883: João Tamagnini de Sousa Barbosa, portugiesischer Militär und Politiker, Premierminister
- 1884: Wilhelm Arnoldi, deutscher Ministerialdirektor
- 1884: Hideki Tojo, japanischer Offizier und Politiker, Premierminister, Kriegsverbrecher
- 1885: François Vergucht, belgischer Ruderer
- 1886: Henri Chapron, französischer Unternehmer und Automobilcouturier
- 1886: Austin Osman Spare, britischer Grafiker, Maler und Magier

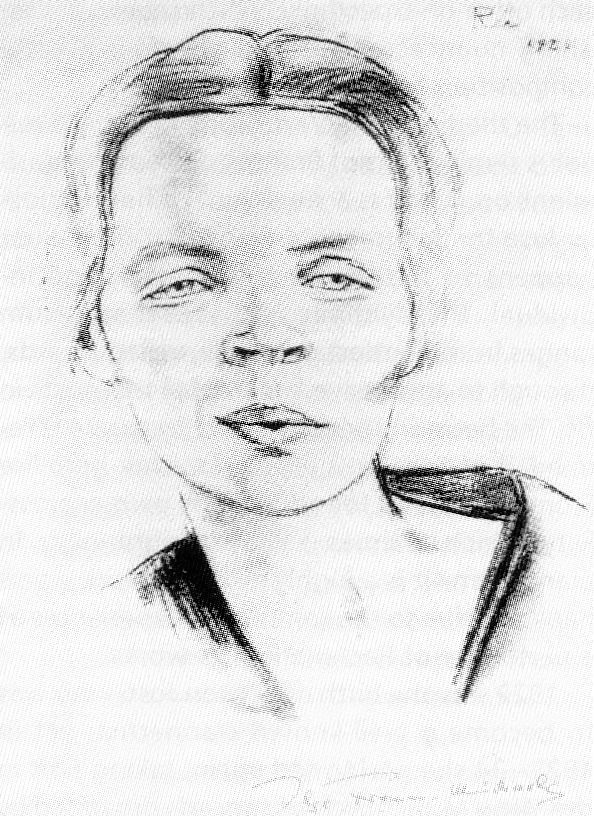
Ilse Fromm-Michaels (* 1888)

- 1887: C. D. Broad, englischer Philosoph
- 1887: Hans Chloupač, österreichischer Regierungsrat und Fossiliensammler
- 1888: Ilse Fromm-Michaels, deutsche Komponistin
- 1889: Georg von der Vring, deutscher Schriftsteller
- 1890: Lanoe Hawker, britischer Militärpilot im Ersten Weltkrieg
- 1891: Monzō Akiyama, japanischer Konteradmiral
- 1892: Heinrich Laakmann, deutsch-baltischer Historiker
- 1893: Queenie Paul, australische Schauspielerin, Sängerin und Tänzerin
- 1894: Walentin Ferdinandowitsch Asmus, russischer Philosoph, Logiker und Logikhistoriker
- 1896: Eugeniusz Eibisch, polnischer Maler und Hochschullehrer
- 1896: Rosl Mayr, bayerische Volksschauspielerin
- 1897: Else Hueck-Dehio, deutsche Schriftstellerin
- 1898: Carl Hesberg, deutscher Politiker, MdB
- 1898: Jacques Rigaut, französischer Dichter und Autor des DADAismus und Surrealismus
- 1899: Helge Ingstad, norwegischer Archäologe, Schriftsteller und Abenteurer
- 1900: Laurenz Schönenberger, Schweizer Politiker

### 20. Jahrhundert

#### 1901–1925
- 1904: Dmitri Borissowitsch Kabalewski, russischer Komponist
- 1904: Edith Schultze-Westrum, deutsche Schauspielerin
- 1905: Daniil Charms, russischer Schriftsteller
- 1906: Otto Apel, deutscher Architekt
- 1906: Elfriede Arnold-Dinkler, deutsche Pädagogin
- 1906: Johann Adolf Graf von Kielmansegg, deutscher Offizier, NATO-Oberbefehlshaber der Alliierten Streitkräfte Europa Mitte
- 1906: Carol Reed, britischer Filmregisseur
- 1906: Walter Wiora, deutscher Musikwissenschaftler
- 1907: Walter Antoniolli, österreichischer Verfassungsjurist
- 1907: Jozef Grešák, slowakischer Komponist, Pianist und Organist
- 1908: Herbert Küchler, deutscher Schachproblemkomponist
- 1910: Paul Bowles, US-amerikanischer Schriftsteller und Komponist
- 1910: Grațian Sepi, rumänischer Fußballspieler
- 1911ː Margret Thomann-Hegner, deutsche Malerin und Graphikerin
- 1911: Walt Brown, US-amerikanischer Automobilrennfahrer
- 1912: Gordian Landwehr, deutscher Ordenspriester und Prediger
- 1912: Arthur Sarnoff, US-amerikanischer Zeichner von Coverillustrationen
- 1913: Lucio Agostini, kanadischer Komponist, Arrangeur und Dirigent
- 1913: Véra Clouzot, französisch-brasilianische Schauspielerin
- 1913: Svend S. Schultz, dänischer Komponist und Dirigent
- 1914: Werner Gutmann, Schweizer Prokurist, Schriftsteller und Hörspiel-Autor in Berndeutsch
- 1914: Jo Van Fleet, US-amerikanische Schauspielerin
- 1915: Sverker Åström, schwedischer Diplomat
- 1915: Hilda Sour, chilenische Schauspielerin und Sängerin
- 1916: Georg Årlin, schwedischer Schauspieler
- 1917: Rudolf Pertassek, österreichischer Arzt und Schriftsteller

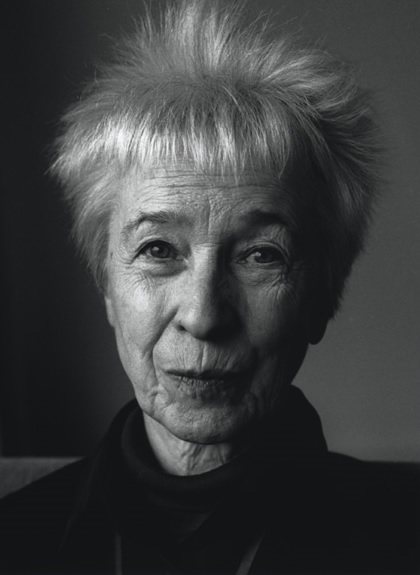
Sara Lidman * 1923

- 1917: Wesley Tuttle, US-amerikanischer Country-Musiker
- 1918: W. Eugene Smith, US-amerikanischer Fotograf
- 1919: Anton Amberger, deutscher Biologe
- 1921: John Lloyd Ackrill, englischer Philosophiehistoriker
- 1923: Max Affolter, Schweizer Jurist und Politiker
- 1923: Karl Aurand, deutscher Physiker
- 1923: Sara Lidman, schwedische Schriftstellerin

#### 1926–1950
- 1926: Stan Tracey, britischer Jazzpianist, Arrangeur und Komponist
- 1927: Robert Hossein, französischer Schauspieler und Regisseur
- 1928: Alain Bertaut, französischer Automobilrennfahrer und Motorsportfunktionär
- 1929: Roger Delageneste, französischer Automobilrennfahrer
- 1928: Bo Diddley, US-amerikanischer Musiker
- 1929: Joachim Kaiser, deutscher Künstler und Kulturpolitiker
- 1929: Klaus Sochatzy, deutscher Soziologe
- 1929: Bert Steines, deutscher Leichtathlet
- 1929: Robert Brown, US-amerikanischer Filmeditor
- 1930: Əbülfət Əliyev, aserbaidschanischer Mugham- und Opernsänger
- 1930: François Blank, Schweizer Eishockeyspieler
- 1930: Hans-Martin Linnemann, deutscher Theologe
- 1930: Nancy Van de Vate, US-amerikanische Komponistin
- 1930: Marianne Wünscher, deutsche Schauspielerin
- 1931: Hans Eckart Besch, deutscher Pianist und Professor für Musik
- 1931: Richard Christ, deutscher Autor
- 1932: H. Leslie Adams, US-amerikanischer Komponist und Pianist
- 1932: Skeeter Davis, US-amerikanische Sängerin
- 1932: Karl Grünner, österreichischer Politiker, LAbg., Landesrat
- 1932: Scooter Patrick, US-amerikanischer Automobilrennfahrer

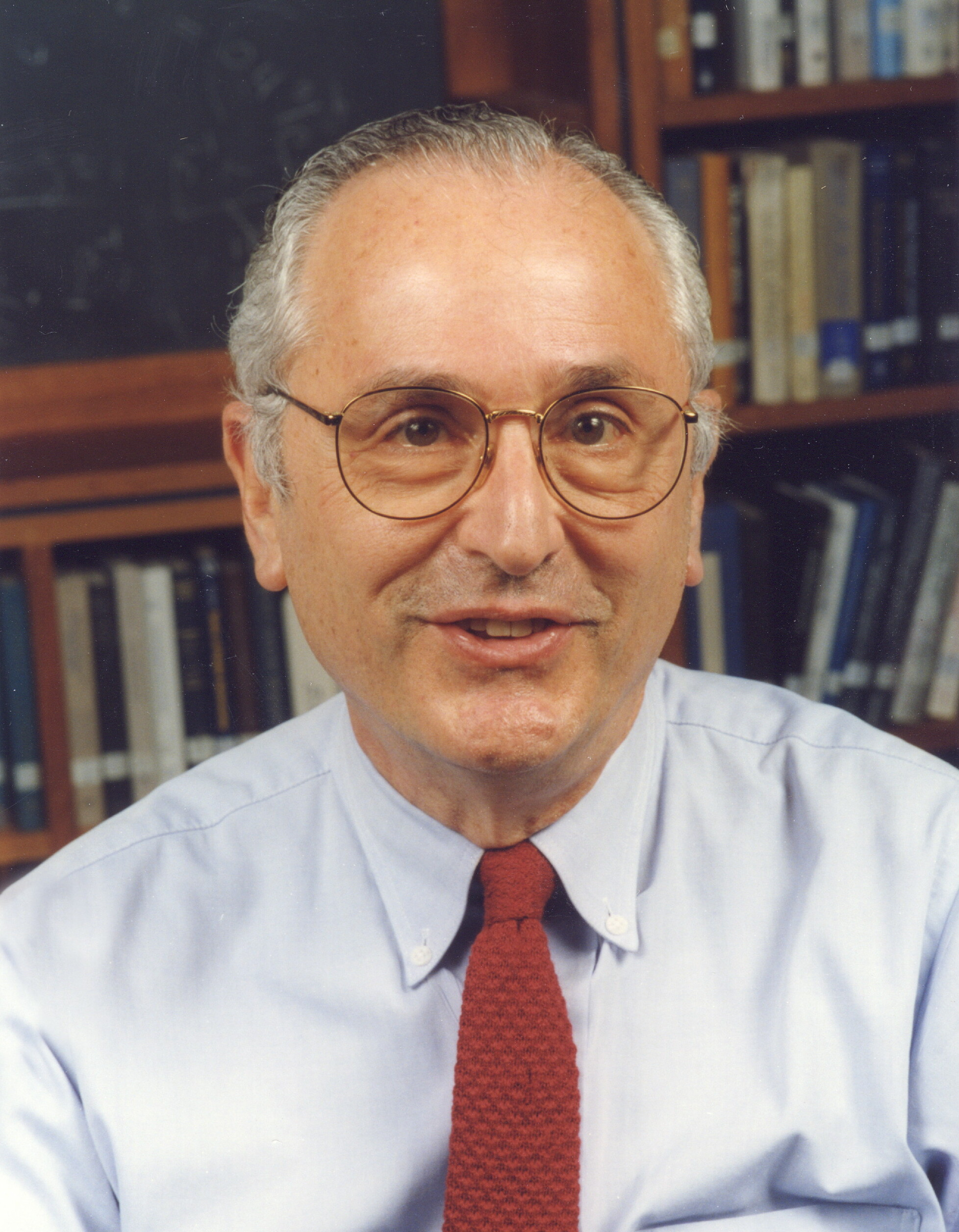
John N. Bahcall (* 1934)

- 1934: John N. Bahcall, US-amerikanischer Astrophysiker
- 1934: Barry Briggs, neuseeländischer Bahnsportler, Weltmeister
- 1934: Jean-Claude Henry, französischer Komponist
- 1934: Del Shannon, US-amerikanischer Sänger und Komponist
- 1934: Russ Tamblyn, US-amerikanischer Schauspieler
- 1935: Omar Bongo, gabunischer Politiker, Minister, Staatspräsident
- 1935: Wolfgang Dauner, deutscher Jazzpianist, Keyboarder und Filmkomponist
- 1936: Joe Buzzetta, US-amerikanischer Automobilrennfahrer
- 1937: Gordon Banks, englischer Fußballspieler
- 1937: Sergio Castelletti, italienischer Fußballspieler und -trainer
- 1937ː Anna Felder, Schweizer Schriftstellerin
- 1937: John Hartford, US-amerikanischer Songwriter
- 1939: Glenda Adams, australische Schriftstellerin
- 1939: Maria Alexandru, rumänische Tischtennisspielerin
- 1939ː Odile Bailleux, französische Cembalistin und Organistin
- 1939: Felix Pappalardi, US-amerikanischer Musiker
- 1940: Richard Groß, deutscher Politiker
- 1940: Renate Jaeger, deutsche Juristin, Richterin am Bundessozialgericht, Bundesverfassungsgericht und Europäischen Gerichtshof für Menschenrechte
- 1941: Joel Appelbaum, US-amerikanischer Physiker
- 1941: Max Hauri, Schweizer Pferdesportler
- 1942: Jean-Claude Barclay, französischer Tennisspieler
- 1942: Wladimir Bukowski, russischer Schriftsteller
- 1942: Matt Cohen, kanadischer Schriftsteller
- 1942: Michael Nesmith, US-amerikanischer Musiker, Sänger und Songschreiber
- 1942: Robert Quine, US-amerikanischer Musiker und Gitarrist
- 1942: Fred Ward, US-amerikanischer Schauspieler
- 1943: Robert Hodges, kanadischer Eisschnellläufer und Biochemiker
- 1945: Paola Cacchi, italienische Leichtathletin, Olympiamedaillengewinnerin, Weltmeisterin

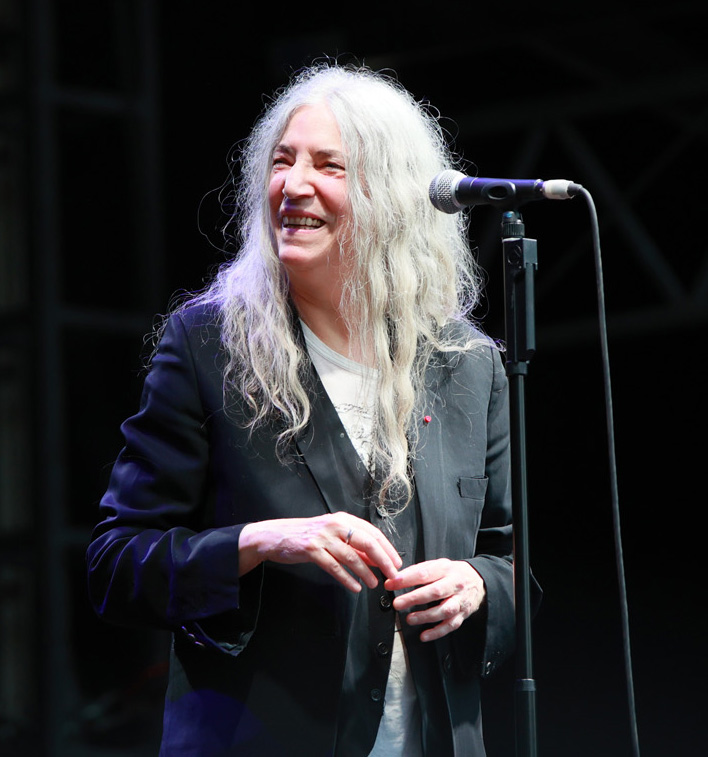
Patti Smith (* 1946)

- 1945: Davy Jones, britischer Schauspieler und Sänger
- 1946: Clive Bunker, britischer Musiker
- 1946: Marc Forné Molné, andorranischer Jurist und Politiker, Regierungschef
- 1946: Patti Smith, US-amerikanische Rockmusikerin und Rockpoetin
- 1946: Berti Vogts, deutscher Fußballspieler und -trainer
- 1947: Paul Edwards, britischer Automobilrennfahrer
- 1947: Ulrich Gabriel, österreichischer Künstler
- 1947: Georgia Benkart, US-amerikanische Mathematikerin
- 1947: Jeff Lynne, britischer Musiker und Musikproduzent
- 1947: Teresa Parodi, argentinische Cantautora und Komponistin
- 1947: David Qualey, US-amerikanischer Gitarrist und Komponist
- 1948: Urs Lott, Schweizer Eishockeyspieler
- 1950: Dave Stewart, britischer Keyboarder, Arrangeur und Produzent
- 1950: Bjarne Stroustrup, dänischer Informatiker

#### 1951–1975
- 1951: Neil Cusack, irischer Langstreckenläufer
- 1951: Louis Descartes, französischer Automobilrennfahrer und Rennstallbesitzer
- 1951: Ben Witherington, US-amerikanischer Neutestamentler
- 1952: June Anderson, US-amerikanische Opernsängerin (Sopran)
- 1952: Hans-Lothar Bock, deutscher Handballspieler
- 1952: Woody Mann, US-amerikanischer Gitarrist
- 1952: Gerd Schädlich, deutscher Fußballspieler und -trainer
- 1952: Margarete Gräfin von Schwerin, deutsche Juristin und Gerichtspräsidentin
- 1953: Meredith Vieira, US-amerikanische Journalistin und Showmasterin
- 1954: Roberto Abbado, italienischer Dirigent
- 1954: Rodney A. Brooks, australischer Informatiker und Kognitionswissenschaftler
- 1954: Barry Greenstein, US-amerikanischer Pokerspieler
- 1954: Wolfgang Pohl, deutscher Fußballspieler

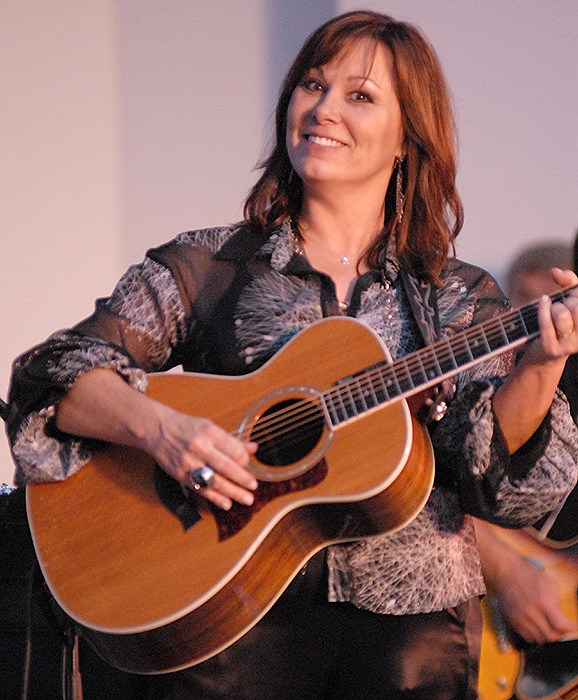
Suzy Bogguss (* 1956)

- 1955: Gabriel Aghion, französischer Regisseur und Drehbuchautor
- 1955: Michael Gentsch, deutscher Ruderer
- 1955: Kim Hae-sook, südkoreanische Schauspielerin
- 1955: Jone Takamäki, finnischer Jazzsaxophonist und Schauspieler
- 1956: Suzy Bogguss, US-amerikanische Country-Sängerin
- 1956: Hansi Dujmic, österreichischer Musiker und Schauspieler
- 1956: Jes Holtsø, dänischer Schauspieler
- 1958: Monika Heinold, deutsche Politikerin
- 1958: Michael Stäuble, Schweizer Sportreporter
- 1959: Tracey Ullman, britische Sängerin und Schauspielerin
- 1960: Rick Amann, deutscher Eishockeyspieler
- 1960: Peter Schulz, deutscher Fußballspieler und -trainer
- 1961: Douglas Coupland, kanadischer Schriftsteller und Künstler
- 1961: Sean Hannity, US-amerikanischer Radio- und Fernsehmoderator und Buchautor
- 1961: Ben Johnson, kanadischer Sprinter jamaikanischer Herkunft, Olympiamedaillengewinner
- 1961: Tom Spieß, deutscher Filmproduzent
- 1962: Paavo Järvi, estnischer Dirigent
- 1962: Elşən Mansurov, aserbaidschanischer Kamantschespieler

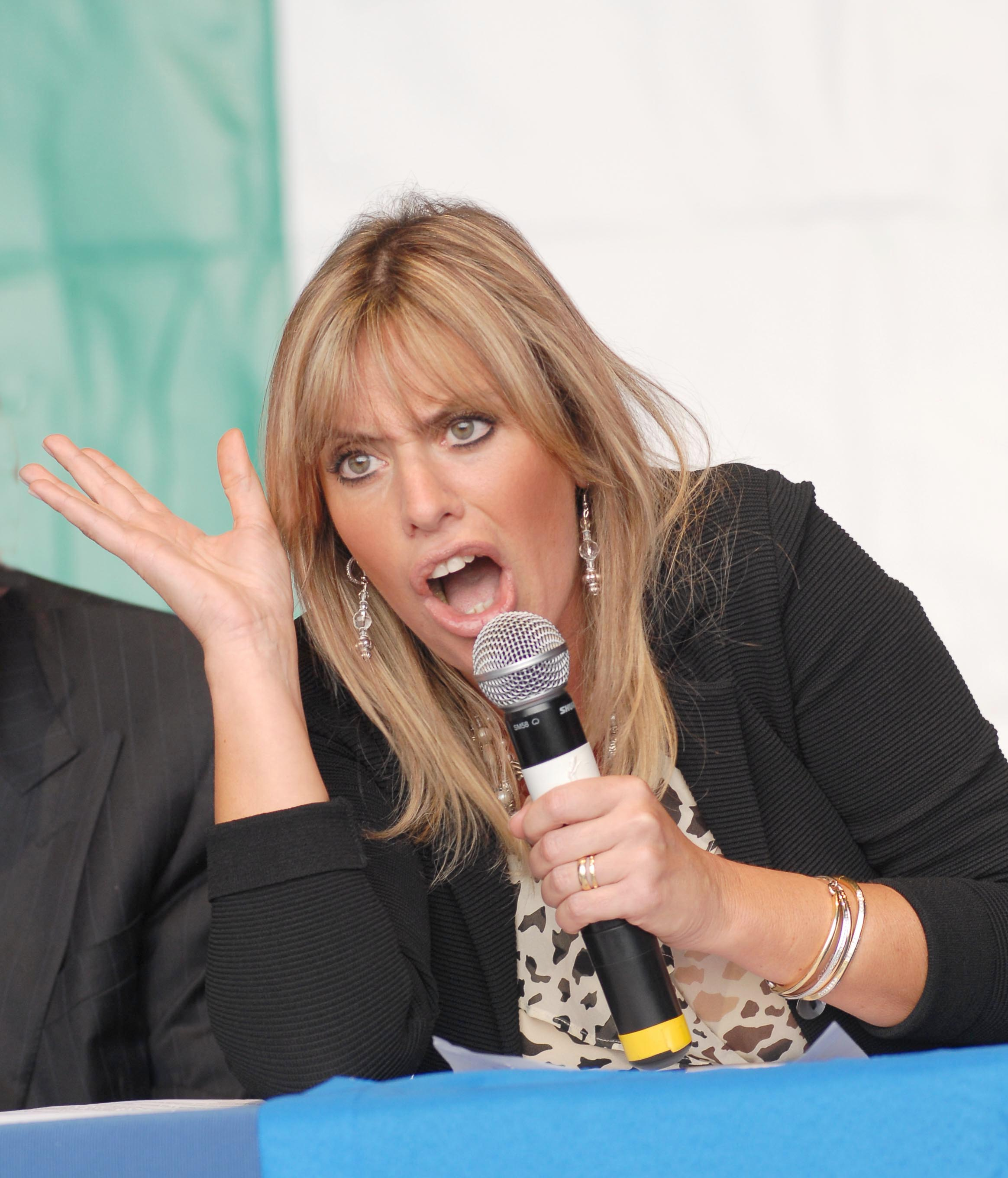
Alessandra Mussolini (* 1962)

- 1962: Alessandra Mussolini, italienische Politikerin, Enkelin von Benito Mussolini, MdEP
- 1963: Maverick Quek, singapurischer Schauspieler, Sprecher und Tänzer
- 1963: Markus Stoffels, deutscher Jurist
- 1964: Hans-Georg Dreßen, deutscher Fußballspieler
- 1964: Hans Kitzbichler, deutscher Schauspieler
- 1964: Christof Rapp, deutscher Philosoph
- 1965: Essam Abd El Fatah, ägyptischer Fußballschiedsrichter und Pilot
- 1965: Daniel Froschauer, österreichischer Geiger, Vorstand der Wiener Philharmoniker
- 1965: Arnold Jacobshagen, deutscher Musikwissenschaftler
- 1965: Peter Lund, deutscher Theaterregisseur und -autor
- 1965: Tima die Göttliche, deutscher Schauspieler und Transvestit
- 1965: Dieter Wendel, deutscher Musiker und Komponist
- 1966: Bennett Miller, US-amerikanischer Filmregisseur
- 1966: Anne Moll, deutsche Schauspielerin und Sprecherin
- 1967: Brynjar Valdimarsson, isländischer Snookerspieler
- 1968: Thomas D, deutscher Musiker
- 1968: DJ Hooligan, deutscher DJ und Technoproduzent
- 1969: Angel, spanischer Comiczeichner
- 1969: Emmanuel Clérico, französischer Automobilrennfahrer
- 1969: Eddie Duffy, britischer Bassist
- 1969: Jens Eriksen, dänischer Badmintonspieler
- 1969: Shane McConkey, kanadisch-US-amerikanischer Extremskifahrer und Basejumper
- 1969: Jay Kay, britischer Sänger (Jamiroquai)
- 1970: Kader Attia, französischer Installationskünstler und Fotograf
- 1970: Jan Henrik Stahlberg, deutscher Schauspieler, Drehbuchautor und Regisseur
- 1971: Bartosz Arłukowicz, polnischer Politiker und Dozent, Gesundheitsminister
- 1971: C. S. Lee, südkoreanischer Schauspieler und Regisseur
- 1971: Chris Vance, australischer Schauspieler
- 1972: Daniel Amokachi, nigerianischer Fußballspieler
- 1972: Stefan Liebich, deutscher Politiker, MdA, MdB
- 1973: Ato Boldon, Leichtathlet aus Trinidad und Tobago, Olympiamedaillengewinner, Weltmeister
- 1973: Maureen Flannigan, US-amerikanische Schauspielerin
- 1973: Sławomir Zamuszko, polnischer Bratschist, Komponist und Musikpädagoge
- 1974: Alex Alves, brasilianischer Fußballspieler
- 1974: Adam Bab, polnischer Geistlicher und römisch-katholischer Weihbischof in Lublin
- 1974: Joshua Harris, US-amerikanischer Autor und Theologe
- 1974: Johan Landsberg, schwedischer Tennisspieler
- 1974ː Camille O’Sullivan, irische Musikerin, Schauspielerin und Architektin
- 1975: Scott Chipperfield, australisch-schweizerischer Fußballspieler
- 1975: Tiger Woods, US-amerikanischer Golfspieler
- 1975: Katja Suding, deutsche Politikerin, MdHB, MdB

#### 1976–2000
- 1976: Karin Ammerer, österreichische Schriftstellerin
- 1976: Ji-In Cho, deutsche Musikerin koreanischer Abstammung
- 1976: Patrick Kerney, US-amerikanischer American-Football-Spieler
- 1977: Glory Alozie, spanische Leichtathletin nigerianischer Herkunft, Olympiamedaillengewinnerin
- 1977: Kenyon Martin, US-amerikanischer Basketballspieler
- 1977: Lucy Punch, britische Schauspielerin
- 1977: Marco Reich, deutscher Fußballspieler
- 1978: Tyrese Gibson, US-amerikanischer R&B-Sänger, Rapper, Schauspieler und Model
- 1978: Dominic Raiola, US-amerikanischer American-Football-Spieler
- 1979: Flávio da Silva Amado, angolanischer Fußballspieler
- 1979: Elena Oana Antonescu, rumänische Politikerin, MdEP
- 1979: Tommy Clufetos, US-amerikanischer Schlagzeuger
- 1980: Eliza Dushku, US-amerikanische Schauspielerin
- 1981: Ali al-Habsi, omanischer Fußballspieler
- 1981: Vladimir Cuc, moldauischer Diplomat
- 1981: Cédric Carrasso, französischer Fußballspieler
- 1982: Jukka Backlund, finnischer Musikproduzent und Keyboarder (Sunrise Avenue)
- 1982: Kristin Kreuk, kanadische Schauspielerin und Model
- 1982: Felix Lampert, deutscher Schauspieler
- 1982: Bastian Rutschmann, deutscher Handballspieler
- 1983: Noley Thornton, US-amerikanische Schauspielerin
- 1984: Silvère Ackermann, Schweizer Radsportler
- 1984: Randall Azofeifa, costa-ricanischer Fußballspieler
- 1984: Sergio Gadea, spanischer Motorradrennfahrer
- 1984: LeBron James, US-amerikanischer Basketballspieler
- 1984: Dalia Stasevska, finnische Dirigentin
- 1986: Onyekachi Apam, nigerianischer Fußballspieler

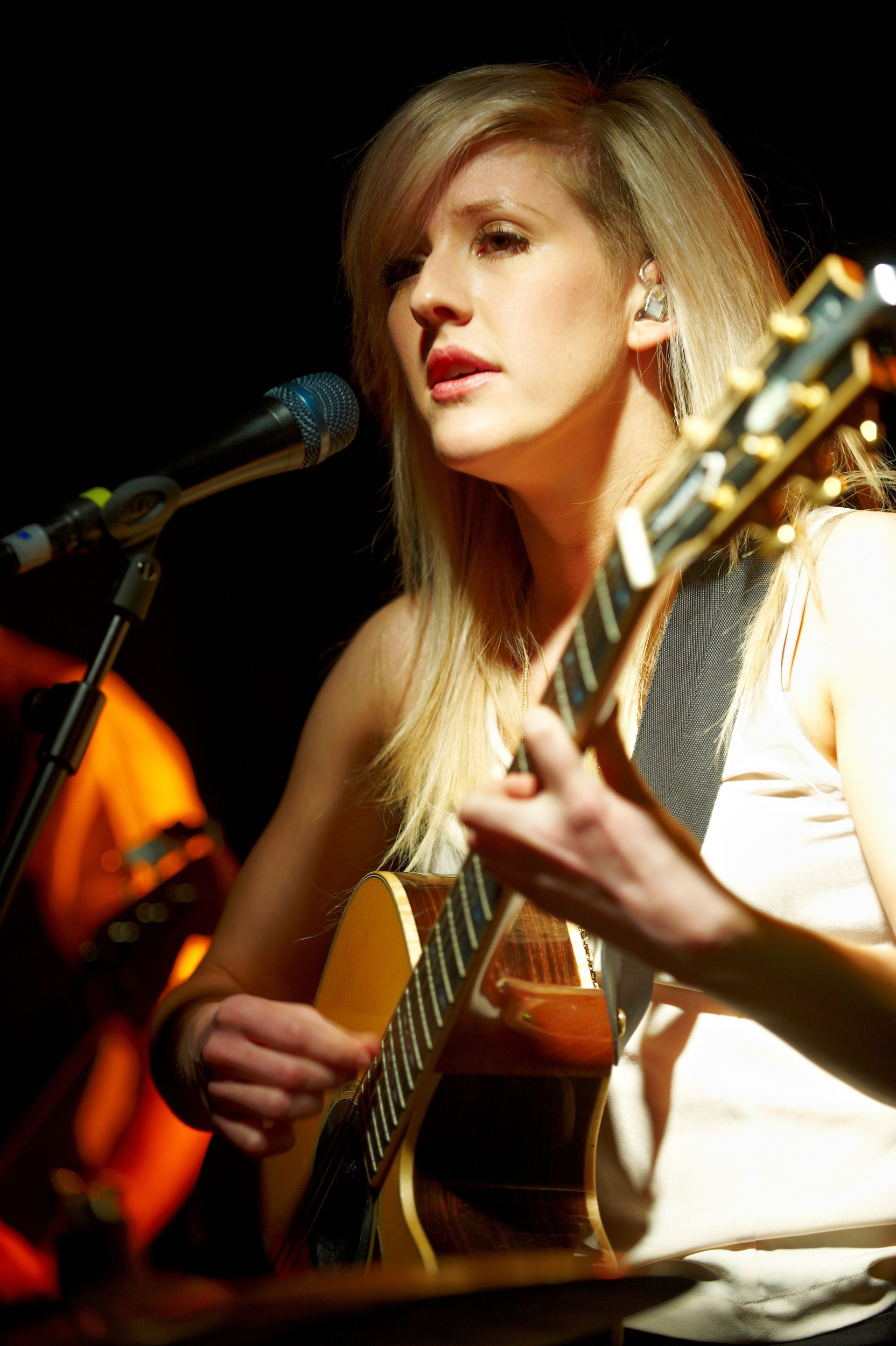
Ellie Goulding (* 1986)

- 1986: Domenico Criscito, italienischer Fußballspieler
- 1986: Ana Đorđević, serbische Ballerina und Choreographin
- 1986: Ellie Goulding, britische Sängerin und Songschreiberin
- 1986: Lukas Kilian, deutscher Rechtsanwalt
- 1986: Tim Kister, deutscher Fußballspieler
- 1986: Florian Müller, deutscher Fußballspieler
- 1987: Thomaz Bellucci, brasilianischer Tennisspieler
- 1987: Davis Curiale, italienischer Fußballspieler
- 1987: Jeanette Ottesen, dänische Schwimmerin
- 1987: Antonia Pütz, deutsche Handballspielerin
- 1988: Rakel Hönnudóttir, isländische Fußballspielerin

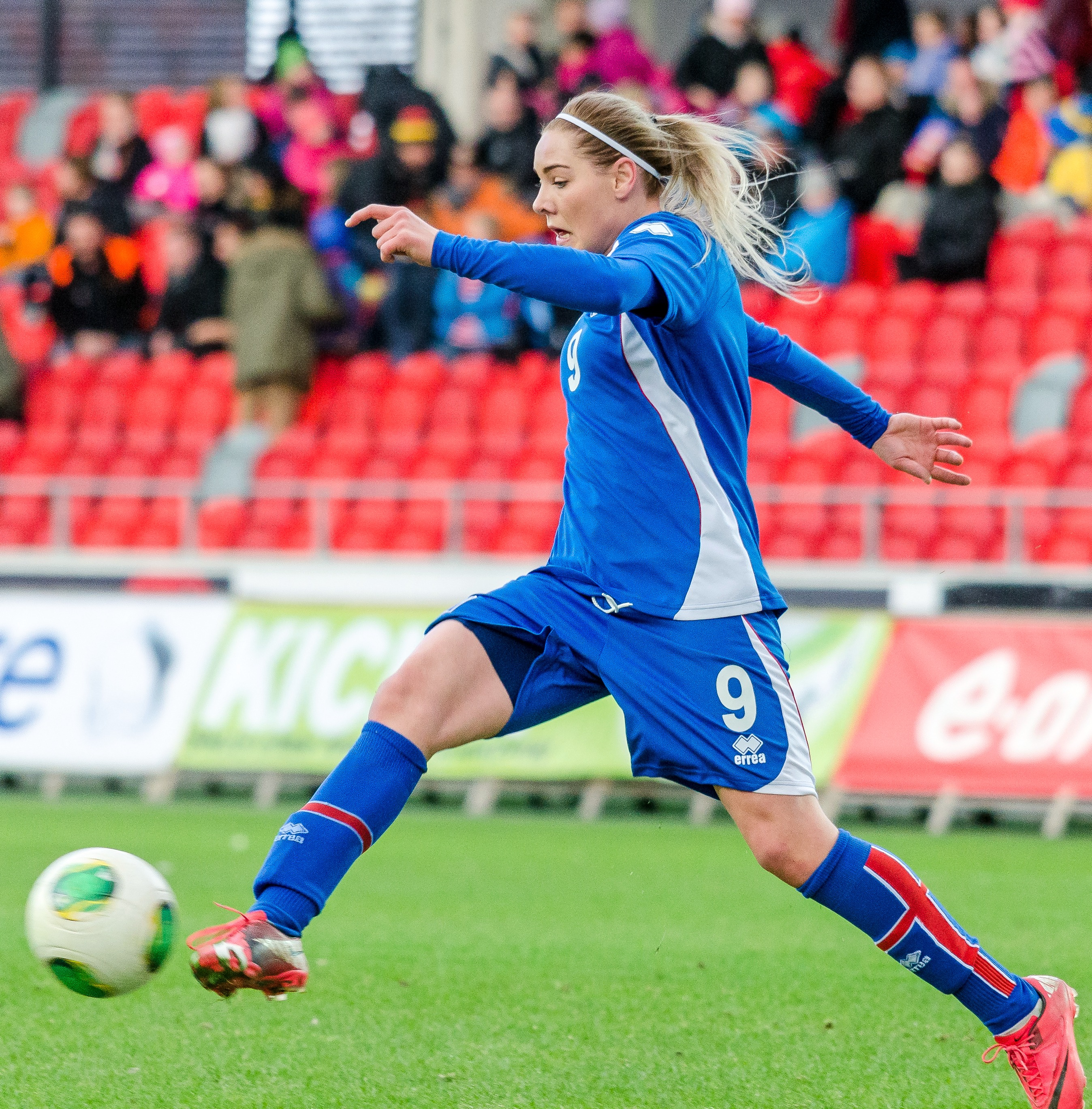
Rakel Hönnudóttir (* 1988)

- 1988: Henry Hynoski, US-amerikanischer American-Football-Spieler
- 1988: Erik Berg, schwedischer Fußballspieler
- 1988: Jan Nolte, deutscher Politiker, MdB
- 1989: Bart Hylkema, niederländischer Automobilrennfahrer
- 1989: Ryan Sheckler, US-amerikanischer Skateboardfahrer
- 1989: Hannah Reid, britische Musikerin
- 1990: Bruno Henrique, brasilianischer Fußballspieler
- 1990: John Henson, US-amerikanischer Basketballspieler
- 1991: Wietse Bosmans, belgischer Cyclocrossfahrer
- 1992: Desiree van Lunteren, niederländische Fußballspielerin
- 1992: Michael Eric Reid, US-amerikanischer Schauspieler
- 1993: Charlie Guest, britische Skirennläuferin
- 1993: Jake Jones, englischer Dartspieler
- 1993: Älibek Omarow, kasachischer Billardspieler
- 1993: Aleksandrs Patrijuks, lettischer Biathlet
- 1994: David von Ballmoos, Schweizer Fußballspieler
- 1995: Kim Taehyung, koreanischer Sänger
- 1996: Moussa Koné, senegalesischer Fußballspieler
- 1997: Enea Bastianini, italienischer Motorradrennfahrer
- 1997: Christian Mora, italienischer Fußballspieler
- 1998: Jake Doyle-Hayes, irischer Fußballspieler
- 1998: Neal Samanski, deutsch-kanadischer Eishockeyspieler

### 21. Jahrhundert
- 2001: Horace Bernard Walls III, US-amerikanischer Rapper (Nardo Wick)
- 2002: Josefa Schellmoser, deutsche Skeletonpilotin
- 2004: Lyliana Wray, US-amerikanische Schauspielerin
- 2006: Kaylia Nemour, algerische Turnerin
- 2007: Axel Kei, US-amerikanischer Fußballspieler

## Gestorben

### Vor dem 16. Jahrhundert
- 0274: Felix I., Papst
- 0717: Ecgwine, Bischof von Worcester
- 0904: Harun, Herrscher der Tuluniden in Ägypten
- 1115: Dietrich II., Herzog von Oberlothringen, Graf im Elsassgau und Vogt von Remiremont
- 1178: Pribislav, Herr zu Mecklenburg
- 1207: Diego de Acebo, Bischof von Osma
- 1238: Konrad I. von Velber, Bischof von Osnabrück
- 1268: Mechtild von Wunnenberg, als Fürstäbtissin des Fraumünsterklosters in Zürich Herrin der Stadt
- 1331: Bernard Gui, französischer Dominikaner und Inquisitor
- 1398: Johann III., Graf von Sponheim
- 1412: Elisabeth von Nassau-Hadamar, Fürstäbtissin des Stifts Essen
- 1419: Wenzel von Liegnitz, Herzog von Liegnitz, Bischof von Lebus und Breslau
- 1436: Ludwig III., Kurfürst von der Pfalz
- 1460: Thomas Harrington, englischer Ritter
- 1460: Thomas Neville, englischer Ritter
- 1460: Richard Plantagenet, 3. Duke of York, englischer Adliger
- 1460: Edmund, Earl of Rutland, englischer Adliger, Lord Chancellor of Ireland
- 1484: Ludwig von Hanau-Lichtenberg, deutscher Adeliger und Palästinareisender

### 16. bis 18. Jahrhundert
- 1501: Konrad Stolle, Erfurter Chronist
- 1523: Prospero Colonna, italienischer Condottiere

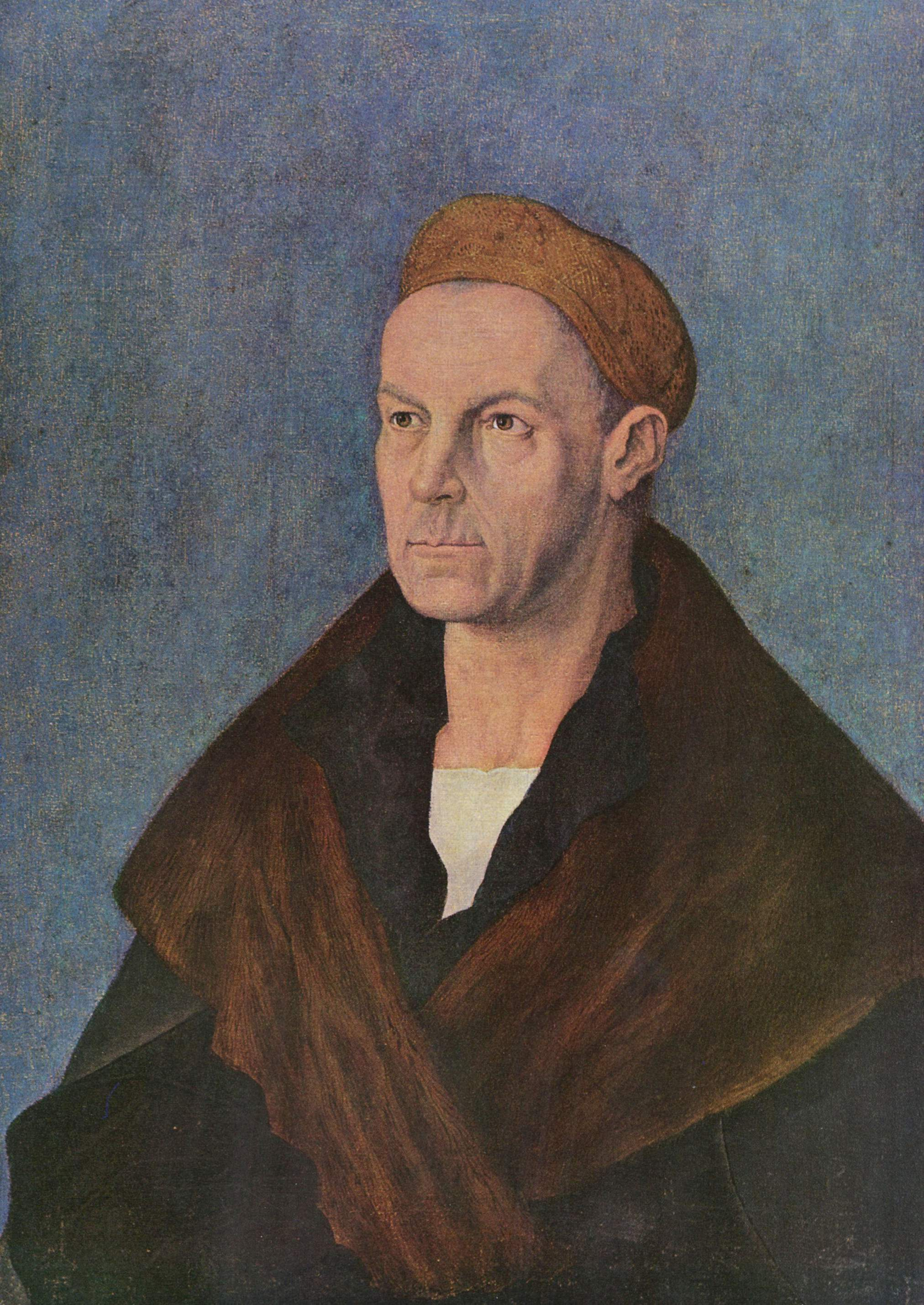
Jakob Fugger († 1525)

- 1525: Jakob Fugger, deutscher Kaufmann, Montanunternehmer und Bankier
- 1531: Christian Studer, Schweizer Kaufmann und Bürgermeister
- 1552: Francisco de Enzinas, spanischer Humanist und Protestant
- 1568: Roger Ascham, britischer Pädagoge
- 1578: Vollrad von Mansfeld, deutscher Söldnerführer
- 1591: Innozenz IX., Papst
- 1606: Heinrich Bünting, deutscher Theologe und Chronist
- 1630: Matthias Martinius, deutscher Calvinist
- 1641: Kaspar Ernst von Knoch, deutscher fürstlicher Beamter, Mitglied der Fruchtbringenden Gesellschaft
- 1643: Giovanni Baglione, italienischer Maler und Kunstschriftsteller
- 1644: Johan Baptista van Helmont, flämischer Universalwissenschaftler und Arzt, Naturforscher und Chemiker
- 1662: Ferdinand Karl, Landesfürst von Tirol
- 1663: Anna Roleffes, deutsche Schankwirtin und Dienstmagd, Heilkundige und Wahrsagerin, als Hexe hingerichtet
- 1687: Bernhard Schultze, deutscher Rechtswissenschaftler und Kameralist
- 1699: Pierre Robert, französischer Komponist und Kapellmeister
- 1723: Augustus Quirinus Rivinus, deutscher Professor, Astronom, Botaniker und Mediziner
- 1731: Wilhelm Chenu de Chalsac l’Aujardiere, preußischer Oberst und Abenteurer
- 1757: Andreas Faulhaber, deutscher Kaplan und Märtyrer der Grafschaft Glatz
- 1769: Faustina Pignatelli, italienische Mathematikerin und Physikerin
- 1777: Maximilian III. Joseph, Kurfürst von Bayern
- 1778: Konstantin, Landgraf von Hessen-Rotenburg
- 1781: John Turberville Needham, englischer Priester und Naturforscher
- 1788: Francesco Zuccarelli, italienischer Maler
- 1795: Franz Bernhard von Keeß, österreichischer Jurist und Dirigent
- 1796: Jean-Baptiste Lemoyne, französischer Komponist
- 1798: Christian Gotthelf von Gutschmid, Theologe, Pädagoge und kursächsischer Staatsmann

### 19. Jahrhundert
- 1803: Francis Lewis, Unterzeichner der Unabhängigkeitserklärung der USA
- 1825: Peter Grönland, deutsch-dänischer Jurist, Musikkritiker, Volksliedsammler und Komponist
- 1825: Wilhelm Rehbein, deutscher Arzt
- 1826: Wilhelm Christoph Eisenhuth, sächsischer Jurist und Verwaltungsbeamter
- 1828: Waldemar Thrane, norwegischer Komponist, Violinist und Dirigent
- 1831: Joseph Christian Auracher von Aurach, österreichischer Generalmajor und Militärwissenschaftler
- 1831: Johann August Heinrich Tittmann, deutscher Theologe und Philosoph
- 1832: Ludwig Devrient, deutscher Schauspieler
- 1848: Peter Leopold Kaiser, Bischof von Mainz
- 1848: Johann Jakob Kirchhoff, Maler, Illustrator und Lithograf
- 1853: Joseph Saunders, englischer Druckgraphiker
- 1855: Samuel Bleichröder, deutscher Bankier
- 1855: Heinrich Kümmel, deutscher Bildhauer
- 1863: Frédéric Monod, schweizerisch-französischer evangelischer Geistlicher
- 1866: Jean Victor Vincent Adam, französischer Historienmaler und Lithograf
- 1866: Gerhard Sippmann, deutscher Zeichner, Arabesken-, Porträt-, Landschaftsmaler und Kunstlehrer
- 1867: Franz von Unterrichter, Südtiroler Dichter, Jurist und Politiker sowie Mitglied der Frankfurter Nationalversammlung
- 1870: Juan Prim, spanischer General und Staatsmann
- 1874: Ludwig Dessoir, deutscher Schauspieler
- 1874: Friedrich Matz der Ältere, deutscher Archäologe
- 1877: Giuseppe Mengoni, italienischer Architekt
- 1881: Carl August Domschke, deutscher Maler, Zeichenlehrer und Professor
- 1882: Anton Lutterbeck, deutscher Theologe und Philologe
- 1882: Justus Wilhelm Lyra, deutscher Pastor und Lieddichter
- 1885ː Maria Theresia Löw, deutsche Sopranistin und Harfenistin
- 1885: August Heinrich von Seckendorff, deutscher Jurist, Richter und Reichsanwalt
- 1886ː Susanne Feust-Göthe, deutsche Theaterschauspielerin, Komikerin und Sängerin (Sopran)
- 1889: Henry Yule, britischer Ingenieur, Geograph, Eisenbahnplaner und Orientalist
- 1893: Samuel White Baker, britischer Afrikaforscher

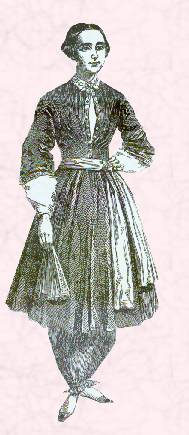
Amelia Bloomer († 1894)

- 1894: Amelia Bloomer, US-amerikanische Frauenrechtlerin
- 1899: Kristian Arentzen, dänischer Dichter und Literaturhistoriker
- 1899: James Paget, britischer Chirurg und Pathologe

### 20. Jahrhundert

#### 1901–1950
- 1903: Adele Rautenstrauch, deutsche Mäzenatin und Stifterin
- 1916: Grigori Jefimowitsch Rasputin, russischer Mönch und Wanderprophet
- 1917: Rudolf Hirzel, deutscher Altphilologe
- 1919: Karl von Wedel, deutscher General und Diplomat
- 1919: Anna Wohlwill, deutsche Pädagogin
- 1922: Peter Berchem, deutscher Pädagoge und Mundartdichter
- 1922: Richard Zeckwer, US-amerikanischer Komponist
- 1924: Waldemar Mueller, deutscher Politiker und Bankmanager, MdR, MdL

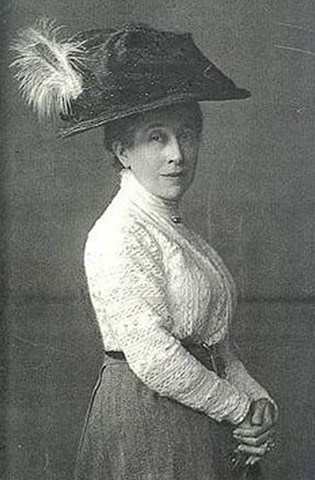
Susanne von Nathusius († 1929)

- 1924: Oreste Kardinal Giorgi, italienischer Geistlicher, Kurienkardinal
- 1925: Friedrich Carstanjen, deutscher Kunsthistoriker
- 1926: Felice Napoleone Canevaro, italienischer Marineoffizier und Politiker, Minister
- 1928: Johannes von Kries, deutscher Psychologe, Physiologe und Philosoph
- 1929: Franz Hilarius Ascher, österreichischer Großgrund- und Bergwerksbesitzer, Montankonsulent, Generaldirektor, Chefredakteur und Verleger
- 1929: Susanne von Nathusius, deutsche Porträtmalerin
- 1933: Georg Asmussen, deutscher Schriftsteller
- 1934: Sepp Autrith, österreichischer Politiker, LAbg
- 1935: Hunter Liggett, US-amerikanischer General
- 1938: Aleksander Kardinal Kakowski, polnischer Geistlicher, Erzbischof von Warschau
- 1940: Albert Andreae de Neufville, deutscher Bankier
- 1940: Gjergj Fishta, albanischer Franziskaner und Dichter
- 1940: Walter Kurt Wiemken, Schweizer Maler
- 1941: El Lissitzky, russischer Maler, Grafikdesigner, Architekt, Typograph, Fotograf

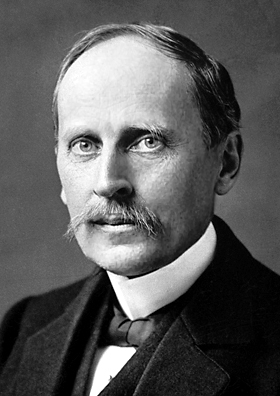
Romain Rolland († 1944)

- 1944: Lionel de Marmier, französischer Flieger, General und Automobilrennfahrer
- 1944: Romain Rolland, französischer Schriftsteller, Musikkritiker, Pazifist und Nobelpreisträger
- 1944: Franziska Schlopsnies, deutsche Mode-, Plakat- und Werbegrafikerin
- 1946: Charles Wakefield Cadman, US-amerikanischer Komponist
- 1947: Henricus Antonius van Meegeren, niederländischer Maler und Kunstfälscher
- 1947: Alfred North Whitehead, britischer Philosoph und Mathematiker
- 1949: Heinrich Löffler, deutscher Politiker, Mitglied der Weimarer Nationalversammlung, MdR
- 1949: Yokomitsu Ri'ichi, japanischer Schriftsteller
- 1949: Franz Ziegler, deutscher Jurist und Politiker, MdL, MdB
- 1950: William Burch, US-amerikanischer Eishockeyspieler

#### 1951–2000

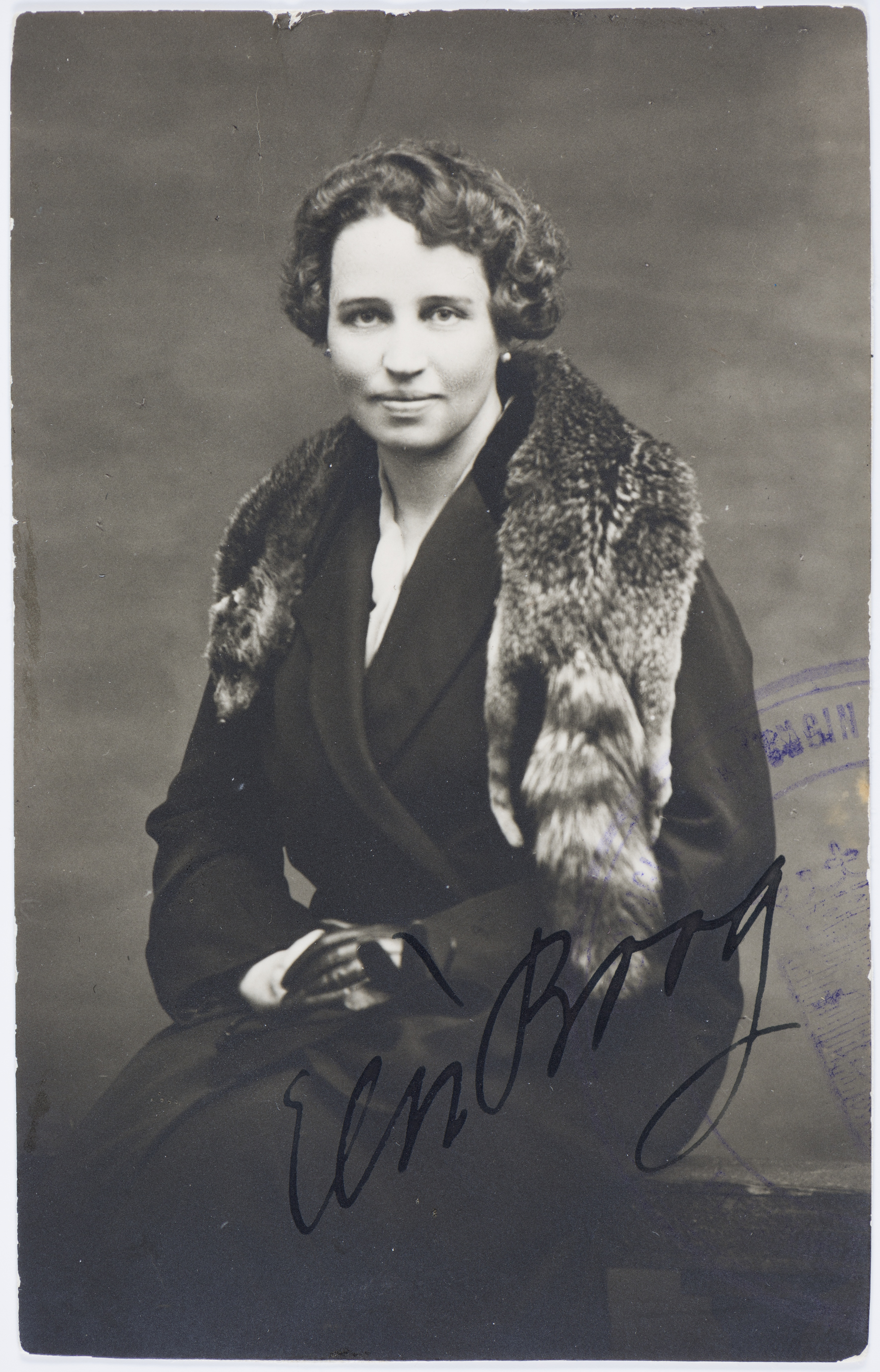
Elsi Borg († 1958)

- 1952: Willie Brown, US-amerikanischer Blues-Musiker
- 1954: Günther Quandt, deutscher Industrieller
- 1954: Eugen von Österreich, österreichischer Feldmarschall, Hochmeister des Deutschen Ordens
- 1955: Frieda Gallati, Schweizer Historikerin
- 1956: Paul Mendelssohn Bartholdy der Jüngere, deutscher Chemiker und Industrieller
- 1956: Heinrich Scholz, deutscher evangelischer Theologe und Philosoph
- 1958ː Elsi Borg, finnische Architektin von Kirchen und Krankenhäusern
- 1958: Emanuel Ondříček, tschechischer Geiger, Musikpädagoge und Komponist
- 1960: Angelo Donati, italienischer Bankier, Philanthrop und Diplomat
- 1962: Arthur O. Lovejoy, deutscher Historiker und Begründer der Ideengeschichte
- 1964: Hans Gerhard Creutzfeldt, deutscher Neurologe
- 1965: Josef Achtélik, deutscher Komponist, Musiktheoretiker und -lehrer
- 1966: Pietro Kardinal Ciriaci, italienischer Geistlicher, Kurienkardinal
- 1966: Christian Herter, US-amerikanischer Politiker, Mitglied des Repräsentantenhauses, Gouverneur von Massachusetts, Außenminister
- 1966: Piero Sacerdoti, italienischer Jurist, Versicherungsmanager
- 1967: Bert Berns, US-amerikanischer Musikproduzent und Komponist
- 1967: Paul Gibbert, deutscher Landwirtschaftsfunktionär und Politiker
- 1968: Trygve Lie, norwegischer Politiker, Generalsekretär der UNO
- 1968: Kirill Afanassjewitsch Merezkow, sowjetischer Offizier, Heerführer im Zweiten Weltkrieg, Marschall
- 1970: Sonny Liston, US-amerikanischer Boxer, Weltmeister
- 1970: Arsenio Rodríguez, kubanischer Musiker und Komponist
- 1970ː Helene Stähelin, Schweizer Mathematikerin, Lehrerin und Friedensaktivistin
- 1971: Hilde Müller, deutsche Schauspielerin und Kinderdarstellerin des frühen Stummfilms
- 1971: Jan Mul, niederländischer Komponist, Organist und Chorleiter
- 1971: Vikram Sarabhai, indischer Physiker, Begründer des indischen Raumfahrtprogramms
- 1973: Henri Busser, französischer Komponist
- 1974: France Ačko, slowenischer Kirchenmusiker, Organist und Komponist
- 1974: Ricardo Margarit, spanischer Ruderer
- 1975: Julio Cueva, kubanischer Trompeter und Komponist
- 1975: Hermann Paul Müller, deutscher Motorrad- und Automobilrennfahrer
- 1976: Rudolf Fischer, Schweizer Automobilrennfahrer
- 1978: Hans Friede, deutscher Politiker, MdL
- 1979: Richard Rodgers, US-amerikanischer Musical-Komponist
- 1980: Guus de Serière, niederländischer Fußballspieler
- 1980: Volker von Törne, deutscher Lyriker und Schriftsteller
- 1981: Karl Arndt, deutscher Offizier
- 1981: František Chaun, tschechischer Komponist, Pianist, Sänger, Maler und Schauspieler
- 1981: Joseph Platz, deutschamerikanischer Schachspieler
- 1981: Franjo Kardinal Šeper, kroatischer Geistlicher, Erzbischof von Zagreb, Kurienkardinal
- 1984: Detlef Bock von Wülfingen, deutscher Generalmajor
- 1986: Jiří Jaroch, tschechischer Komponist, Bratschist und Dirigent
- 1987: Leslie Arliss, britischer Drehbuchautor und Filmregisseur
- 1987: Helmut Hermann Wittler, deutscher Geistlicher, Bischof von Osnabrück
- 1988: Isamu Noguchi, US-amerikanischer Bildhauer
- 1989: Gerhard Altenbourg, deutscher Maler und Grafiker
- 1991: Kurt Egon Kauffmann, deutscher Brigadegeneral des Heeres
- 1992: Hans Bauer, deutscher Skisportler
- 1993: Mack David, US-amerikanischer Liedtexter und Komponist von Filmmusik
- 1993: Giuseppe Occhialini, italienischer Physiker
- 1994: Lloyd James Austin, australischer Romanist und Literaturwissenschaftler
- 1995: Heiner Müller, deutscher Dramatiker, Schriftsteller, Regisseur und Intendant
- 1996: Lew Ayres, US-amerikanischer Schauspieler
- 1996: Eugen Kramár, slowakischer Architekt
- 1996: Jack Nance, US-amerikanischer Schauspieler
- 1998: Joan Brossa, spanisch-katalanischer Dichter, Schriftsteller, Dramatiker, Graphik- und Plastikkünstler
- 1998: Michaela Geiger, deutsche Politikerin, MdB, Parlamentarische Staatssekretärin
- 1999: Peter Caesar, deutscher Politiker, MdL, Landesminister
- 1999: Fritz Leonhardt, deutscher Bauingenieur
- 2000: Alfred Burger, US-amerikanischer Chemiker österreichischer Abstammung

### 21. Jahrhundert
- 2001: Hans Hermsdorf, deutscher Politiker, MdB, Parlamentarischer Staatssekretär
- 2001: Ernst Leisi, Schweizer Anglistikprofessor
- 2001: Ralph Sutton, US-amerikanischer Musiker
- 2002ː Ella Lingens-Reiner, österreichische Ärztin, Juristin und Gerechte unter den Völkern
- 2002: Mary Wesley, britische Schriftstellerin
- 2003: Ernst Hermann Ackermann, deutscher Geologe
- 2003ː Dora Gad, rumänisch-israelische Architektin, Innenarchitektin, Möbeldesignerin
- 2003: John Gregory Dunne, US-amerikanischer Schriftsteller, Journalist und Drehbuchautor
- 2003: Ibram Lassaw, US-amerikanischer Bildhauer und Maler
- 2003: Anita Mui, chinesische Musikerin und Schauspielerin
- 2003: Patricia Roc, britische Schauspielerin
- 2003ː Raymonde Schweizer, Schweizer Politikerin (SP), Lehrerin, Gewerkschafterin und Feministin
- 2004: Salvatore Asta, italienischer Geistlicher und vatikanischer Diplomat, Titularerzbischof
- 2004: Artie Shaw, US-amerikanischer Jazzmusiker
- 2004: Muriel Stafford, kanadische Organistin, Chorleiterin und Musikpädagogin
- 2006: Saddam Hussein, irakischer Politiker, diktatorischer Staatspräsident, Premierminister
- 2007: Emmanuel Chukwudi Eze, nigerianischer Philosoph
- 2009: Martin M. Atalla, US-amerikanischer Ingenieur und Unternehmer
- 2009: Astrid Bless, deutsche Synchronsprecherin
- 2009: Abdurrahman Wahid, indonesischer Politiker, Staatspräsident

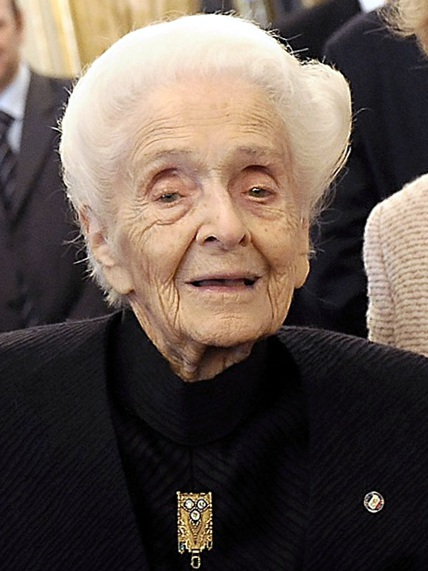
Rita Levi-Montalcini († 2012)

- 2010: Peter Dalcher, Schweizer Sprachwissenschaftler, Lexikograph und fünfter Chefredaktor des Schweizerischen Idiotikons
- 2010: Bobby Farrell, niederländischer DJ und Tänzer
- 2011: Ronald Searle, britischer Zeichner und Karikaturist
- 2012: Rita Levi-Montalcini, italienische Neurologin und Neurobiologin, Nobelpreisträgerin
- 2012: Carl Woese, US-amerikanischer Biologe
- 2014: Ernst Kölz, österreichischer Komponist und Blockflötist

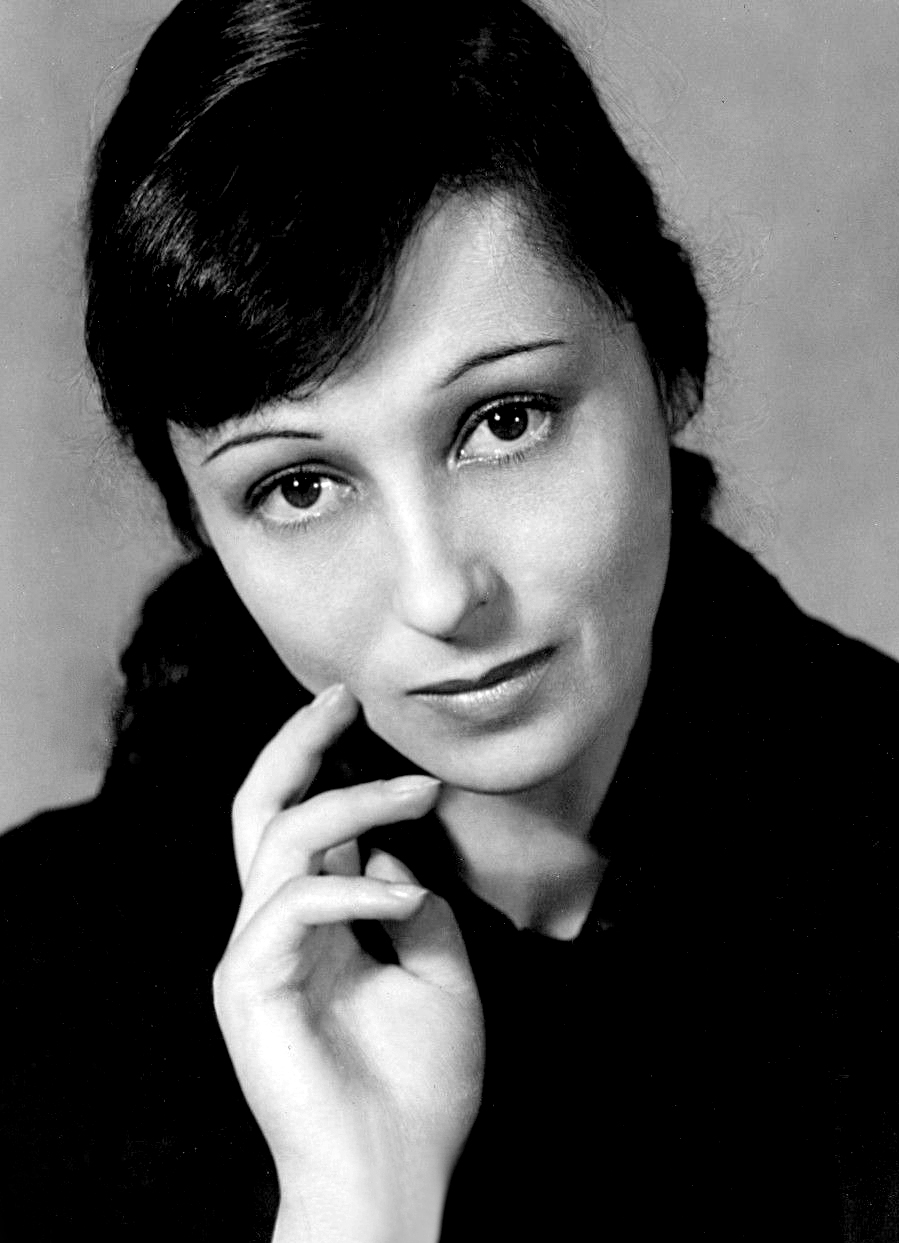
Luise Rainer (* 2014)

- 2014: Luise Rainer, deutsche Schauspielerin
- 2015: Doug Atkins, US-amerikanischer American-Football-Spieler
- 2016: Mohamed Diab al-Attar, ägyptischer Fußballspieler und ‑schiedsrichter
- 2016: Josef Krainer junior, österreichischer Politiker, Abgeordneter zum Nationalrat, Landeshauptmann der Steiermark
- 2016: Allan Williams, britischer Promoter und Musikmanager
- 2017: Hanery Amman, Schweizer Musiker
- 2017: Bernd Spier, deutscher Schlagersänger
- 2017: Grete Winkels, auch Margarete Debus, deutsche Leichtathletin
- 2018: Larry Austin, US-amerikanischer Komponist, Dirigent und Musikwissenschaftler
- 2018: Edgar Hilsenrath, deutscher Schriftsteller
- 2018: Mrinal Sen, indischer Filmregisseur
- 2019: Jan Fedder, deutscher Schauspieler
- 2019: Harry Kupfer, deutscher Opernregisseur
- 2019: Carl-Heinz Rühl, deutscher Fußballspieler
- 2019: Elizabeth Sellars, britische Film- und Theaterschauspielerin
- 2020: Josephine Compaan, niederländische Ruderin
- 2020: Joachim Hörster, deutscher Politiker, MdL, MdB
- 2020: Samuel Little, US-amerikanischer Serienmörder
- 2020: Walther Tröger, deutscher Sportfunktionär, Mitglied des IOC
- 2021: Ronald Jones, britischer Sprinter und Fußballfunktionär
- 2021: Wolfgang Müller, deutscher Dressurreiter
- 2021: Gottfried Michael Koenig, deutscher Komponist
- 2021: Ponkie, deutsche Journalistin und Filmkritikerin
- 2022: Luann Ryon, US-amerikanische Bogenschützin
- 2022: Eric Thomas, US-amerikanischer Hürdenläufer
- 2022: Włodzimierz Danek, polnischer Sportschütze
- 2023: Torsun Burkhardt, deutscher Elektropunk-Musiker
- 2023: Marta Manojlović, serbische Geistliche, Äbtissin des Klosters Tavna
- 2023: Tom Wilkinson, britischer Schauspieler
- 2024: Wolfgang de Beer, deutscher Fußballspieler
- 2024: Bernd Lange, deutscher Politiker, MdL
- 2024: Werner Martignoni, Schweizer Politiker

## Feier- und Gedenktage
- Kirchliche Gedenktage
  - Martin Schalling der Jüngere, deutscher Pfarrer und Liederdichter (evangelisch)
  - Hl. Felix I., römischer Bischof (römisch-katholisch)
- Namenstage
  - Felix
  - Lothar

Weitere Einträge enthält die Liste von Gedenk- und Aktionstagen.